# Hoa hậu Thế giới
Hoa hậu Thế giới (tiếng Anh: Miss World) là tên cuộc thi sắc đẹp quốc tế được Sách Kỷ lục Guinness công nhận là cuộc thi có có quy mô lớn thứ nhất trên thế giới và có lịch sử truyền hình dài nhất mọi thời đại. Cùng với Hoa hậu Hoàn vũ, Hoa hậu Quốc tế, Hoa hậu Thế giới là một trong ba cuộc thi sắc đẹp lớn nhất hành tinh. Cuộc thi được tổ chức lần đầu tiên bởi Eric Morley vào năm 1951. Năm 2000 khi ông qua đời thì vợ của ông là Julia Morley đã thay ông lên nắm quyền điều hành cuộc thi.
Người đoạt vương miện Hoa hậu Thế giới sẽ đại diện cho Tổ chức Hoa hậu Thế giới (Miss World Orgnization - MWO) tham gia những hoạt động từ thiện trên khắp thế giới. Đây là cuộc thi sắc đẹp coi trọng mục đích thiện nguyện với số tiền quyên góp từ thiện cho các nước nghèo đã đạt 1 tỷ USD tính đến năm 2022.
Đương kim Hoa hậu Thế giới là cô Suchata Chuangsri đến từ Thái Lan, được trao vương miện vào ngày 31 tháng 5 năm 2025 bởi người tiền nhiệm là Hoa hậu Thế giới 2023 người Cộng hòa Séc Krystyna Pyszková tại Telangana, Ấn Độ.

## Lịch sử

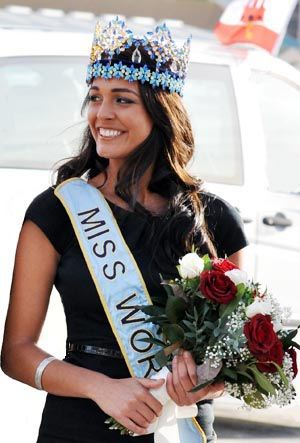
Hoa hậu Thế giới 2009, Kaiane Aldorino

### Thế kỉ 20
Cuộc thi Hoa hậu Thế giới được bắt đầu từ cuộc thi áo tắm ở Anh vào năm 1951 chỉ với mục đích quảng bá các mốt áo tắm mới nhất lúc đó, nhưng được gọi là Hoa hậu Thế giới bởi các phương tiện truyền thông. Eric Morley, người khởi xướng cuộc thi áo tắm đó đã dự định sẽ chỉ tổ chức cuộc thi này một lần duy nhất nhưng khi nghe tin cuộc thi Hoa hậu Hoàn vũ sẽ được tổ chức tại Hoa Kỳ vào năm 1952, ông đã quyết định biến Hoa hậu Thế giới thành một cuộc thi sắc đẹp thường niên.
Cuộc thi Hoa hậu Thế giới đầu tiên được phát sóng là vào năm 1959 bởi đài BBC. Vào thập niên 1980, cuộc thi quyết định thay đổi khẩu hiệu thành Beauty with a purpose (Sắc đẹp vì mục đích cao cả). Cuộc thi chú trọng hơn tới trí tuệ và nhân cách của những người đẹp tham gia cuộc thi. Từ thập niên 1990, cuộc thi đã thu hút hơn 2 tỉ người xem trên thế giới.

### Thế kỉ 21
Eric Morley đã qua đời. Vợ ông, bà Julia Morley, đã thay ông trở thành chủ tịch của cuộc thi Hoa hậu Thế giới.

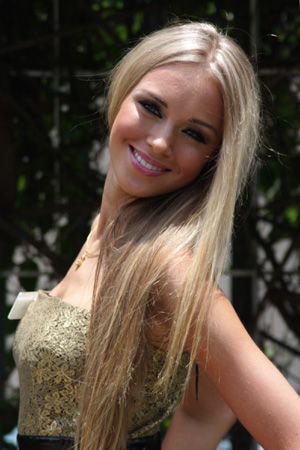
Ksenia Sukhinova, Hoa hậu Thế giới 2008

Năm đầu tiên của thế kỉ 21 chứng kiến cô gái châu Phi da đen đầu tiên đăng quang danh hiệu Hoa hậu Thế giới, Agbani Darego. Trong quá trình thay đổi của mình, cuộc thi đã nêu khẩu hiệu "Bạn quyết định" (You decide) để tăng cường vai trò của khán giả trên khắp toàn cầu có cơ hội được chọn ra hoa hậu thế giới. Các phần thi phụ Hoa hậu Bãi biển, Hoa hậu Thể thao, Hoa hậu Tài năng và Hoa hậu Nhân ái được tổ chức trong khuôn khổ cuộc thi này.
Năm 2002, cuộc thi quyết định chọn địa điểm đăng cai là Abuja, thủ đô của Nigeria, đất nước của người đẹp vừa đăng quang năm trước Agbani Darego. Tại Nigeria, cuộc thi đã bị chỉ trích mạnh mẽ vì Nigeria là một quốc gia theo đạo Hồi. Những cuộc bạo động đã nổ ra để phản đối cuộc thi Hoa hậu Thế giới khiến hàng trăm người chết và bị thương. Cuộc thi đã phải ngay lập tức dời về quê nhà Anh. Đây được coi là sự cố đáng tiếc nhất trong lịch sử cuộc thi Hoa hậu Thế giới.
Năm 2013, ban tổ chức cuộc thi đã bỏ phần thi bikini trước sức ép của người dân Đạo hồi ở nước chủ nhà Indonesia. Hội đồng Hồi giáo Indonesia, cho rằng màn trình diễn bikini cần phải bị hủy bỏ vì nó thúc đẩy "chủ nghĩa khoái lạc, chủ nghĩa thực dụng, chủ nghĩa tiêu dùng," và rằng "thi bikini chỉ là một cái cớ để khoe mẽ các bộ phận cơ thể của phụ nữ vốn cần phải kín đáo" Thay vào đó, các thí sinh sẽ trình diễn những bộ sarong đi biển do Indonesia sản xuất ở phần thi này.
Việc loại bỏ phần thi bikini ở Hoa hậu Thế giới 2013 xảy ra nhiều tranh cãi khen chê, tuy nhiên nhiều người nhìn nhận ở góc độ khác, việc bỏ phần thi bikini sẽ mang đến cơ hội dự thi cho các cô gái nước Đạo hồi. Sau đó, trong khuôn khổ Hoa hậu Thế giới 2014 diễn ra tại Anh đã không còn phần trình diễn trang phục bikini trong đêm thi chung kết. Đồng thời, bà Julia Morley - chủ tịch cuộc thi Hoa hậu Thế giới thông báo phần thi bikini chính thức bị loại bỏ khỏi đấu trường nhan sắc lớn nhất thế giới này kể từ năm 2015. Bà cho rằng phần thi bikini không còn cần thiết và muốn các thí sinh cạnh tranh nhau ở vẻ đẹp trí tuệ, cách ứng xử, lòng nhân ái... hơn là vẻ đẹp hình thể, và đó mới là phương châm "vẻ đẹp có mục đích" mà cuộc thi theo đuổi
Bà Julia Morley thể hiện quan điểm rằng bà không muốn nhìn những cô gái diễu qua lại trên sân khấu trong những bộ áo tắm: "Nó không có tác dụng gì với phụ nữ và cũng không có bất cứ tác dụng nào với bất cứ ai trong chúng ta". Thay vào đó, Miss World sẽ tập trung vào trí tuệ, sự nhân hậu và tinh thần mạnh mẽ của các cô gái. Quyết định của bà Morley được đánh giá là bước đi tiên phong, tạo bước chuyển về bản chất của các cuộc thi sắc đẹp, để các thí sinh không còn bị đánh giá chỉ bởi vẻ bề ngoài cũng như phải hứng chịu những bình luận khiếm nhã về cơ thể họ.

## Thoái trào ở các nước phát triển
Trên thế giới đầu thế kỷ 21, chỉ còn một số nước chậm phát triển nhưng "cuồng" hoa hậu tại Nam Mỹ và Đông Nam Á như Venezuela, Philippines, Colombia, Việt Nam... là tích cực tổ chức thi hoa hậu nhằm thỏa mãn ham muốn dùng sắc đẹp để kiếm danh tiếng hoặc lấy chồng giàu có của các cô gái, tâm lý thích "hư danh" của công chúng. Còn ở các nước phát triển, những cuộc thi Hoa hậu chẳng còn được khán giả thế giới chú ý nhiều, đặc biệt là tại các nước phát triển như châu Âu, Bắc Mỹ, Hàn Quốc, Nhật Bản, Trung Quốc... Khi hiểu biết về quyền phụ nữ được nâng cao, người dân các nước này đã nhận ra rằng thi Hoa hậu thực chất là việc hạ thấp phẩm giá phụ nữ, vì các cuộc thi này xem cơ thể phụ nữ giống như vật trưng bày di động để chấm điểm, buộc phụ nữ phải mặc áo tắm trình diễn hở hang chỉ để mọi người bình phẩm, kiếm lợi cho ban tổ chức. Một xã hội văn minh thì sẽ không chấp nhận việc cơ thể người khác (dù xấu hay đẹp) bị đem ra bình phẩm một cách công khai; và một người phụ nữ giàu lòng tự trọng cũng sẽ không dùng cơ thể mình làm vật trưng bày để người khác chấm điểm. Do vậy, những người đẹp ở các nước phát triển không còn muốn thi Hoa hậu nữa, danh hiệu Hoa hậu tại các nước này chỉ còn là "hữu danh vô thực", chẳng có mấy ai quan tâm hoặc nhớ đến những người từng đoạt giải
Các tổ chức đấu tranh vì quyền bình đẳng phụ nữ trên thế giới từ lâu đã phê phán các cuộc thi sắc đẹp, nơi mà người khác có quyền được buông ra những lời nhận xét (dù vô tình hay cố ý) có thể làm tổn thương đến phụ nữ. Năm 1970, khi cuộc thi Hoa hậu Thế giới được tổ chức tại Anh, nhiều tổ chức bảo vệ nữ quyền đã tổ chức biểu tình, giơ những biểu ngữ như "Phụ nữ cũng là con người", "Chấm dứt trưng bày cơ thể phụ nữ"... khiến các kênh truyền hình Anh phải từ chối phát sóng cuộc thi. Các cuộc thi hoa hậu đang ngày càng bị công chúng ở các nước phát triển xem thường vì đã bị thương mại hóa, những "ông bầu" tổ chức thi hoa hậu chỉ để bán danh hiệu thu tiền, hoặc "tuyển gái đẹp cho đại gia", nhiều thí sinh tham dự đã bị xúc phạm phẩm giá nặng nề. Hoa hậu Thế giới 2015, Mireia Lalaguna, khi trở về Tây Ban Nha sau đăng quang đã chẳng có khán giả nào đến sân bay để chào đón. Tại Hoa Kỳ, số người xem tivi tường thuật các cuộc thi Hoa hậu đã giảm mạnh, năm 2006 chỉ còn bằng 1/3 so với năm 1980.
Tại Mỹ và châu Âu, công chúng tại những nước này đã không còn quan tâm đến các cuộc thi nhan sắc. Hoa hậu Thế giới ngày nay đã không còn được truyền hình trực tiếp tại Anh, đất nước khai sinh ra cuộc thi. Trong một bài khảo sát đăng tải trên The Guardian, nhiều người Anh thậm chí còn không biết đến sự tồn tại của cuộc thi này.

## Tổ chức cuộc thi
Tổ chức Hoa hậu Thế giới sở hữu cuộc thi Hoa hậu Thế giới và tổ chức sự kiện này mỗi năm một lần. Kể từ khi bắt đầu hoạt động vào năm 1951, tổ chức Hoa hậu Thế giới đã quyên góp được 250 triệu bảng Anh cho các tổ chức từ thiện vì trẻ em. Tổ chức Hoa hậu Thế giới ký kết các bản quyền thương mại tới hơn 100 quốc gia. Công ty Trách nhiệm hữu hạn Hoa hậu Thế giới là một công ty tư nhân, do đó các số liệu, các khoản thu nhập và chi phí đóng góp cho các quỹ từ thiện không cần công khai.
Ngoài quyên góp hàng triệu bảng Anh cho các tổ chức từ thiện, tổ chức Hoa hậu Thế giới ra tiêu chí "Hoa hậu có tấm lòng nhân ái" và sau này cuộc thi có một giải thưởng riêng cho thí sinh có những đóng góp xuất sắc trong công việc từ thiện tại quê nhà.
Theo yêu cầu của tổ chức Hoa hậu Thế giới (MWO), trước khi tham dự cuộc thi, các ứng cử viên của cuộc thi phải thắng trong một cuộc thi cấp quốc gia tại quê nhà để lấy được quyền đại diện cho quốc gia của mình tại Hoa hậu Thế giới. Các thí sinh chiến thắng sẽ được cấp giấy phép tham dự cuộc thi từ những nhà đăng ký chuyển nhượng bản quyền của cuộc thi ở quốc gia của họ. Và cuối cùng là đến tham gia cuộc thi Hoa hậu Thế giới với một số chương trình phúc khảo, tham gia các hoạt động ngoài trời, giao lưu với cư dân bản địa, tham gia các sự kiện truyền hình và cuối cùng xuất hiện trong đêm chung kết để công bố các giải thưởng, các danh hiệu và công bố tên của Hoa hậu Thế giới.
Cuộc thi thường được tổ chức vào khoảng thời gian cuối năm, tháng 11 hoặc 12. Sau này vì tình hình dịch bệnh, thời gian tổ chức cuộc thi thay đổi liên tục. 
Cuộc hành trình đến chiếc vương miện vô cùng khó khăn. Đầu tiên, thí sinh tham dự cuộc thi này phải là người đã chiến thắng tại cuộc thi hoa hậu quốc gia. Đến cuộc thi, các thí sinh sẽ tham dự vào các sự kiện được tổ chức trong cuộc thi, các gala, những buổi dạ hội và các hoạt động trước khi ban giám khảo chọn ra những người xuất sắc nhất. Cuộc thi sẽ chọn ra Top bán kết, top 5->6 (hoặc 7) và cuối cùng là Hoa hậu thế giới và 2 Á hậu. Người chiến thắng sẽ được chính đương kim Hoa hậu đeo dải băng Miss World, trao lại vương miện và ngồi trên chiếc ghế đặt ở chính giữa sân khấu còn 2 Á hậu sẽ đứng ở bên cạnh.
Là cuộc thi có nhiều thí sinh tham gia nhất trên thế giới (trên dưới 100 nước mỗi năm), số lượng thí sinh trong Top bán kết có sự thay đổi nhỏ qua mỗi năm, thông thường nằm trong khoảng từ 15-20, những năm gần đây con số thí sinh vào Bán kết mở rộng ra 30-40 vì số lượng thí sinh ngày càng đông.
Kể từ năm 2003, để sự lựa chọn được kỹ lưỡng và chính xác, các phần thi phụ được tổ chức một cách bài bản. Các thí sinh dự thi phải trải qua các phần thi Hoa hậu Bãi biển, Hoa hậu Thể thao, Hoa hậu Tài năng, Hoa hậu mặc trang phục dân tộc đẹp nhất. Các thí sinh chiến thắng các phần thi phụ này sẽ được đặc cách vào thẳng Bán kết.
- Hoa hậu Bãi biển (Beach Beauty): Chọn ra những thí sinh có hình thể đẹp nhất. Trong phần thi này, vóc dáng, vẻ đẹp hình thể và các chỉ số 3 vòng là tiêu chí để chấm điểm. Ngoài danh hiệu, phần thi này còn chọn ra top 10, top 5.
- Hoa hậu Thể thao (Miss Sport): Là phần thi mà các thí sinh sẽ phải trải qua các hoạt động thể thao như chạy, bơi lội, bóng chuyền... để bộc lộ khả năng chơi thể thao và rèn luyện sức khỏe, thể hình của mình. Các phần thi thường được tổ chức theo nhóm ứng với mỗi khu vực.
- Hoa hậu Tài năng (Talent Show): Là phần thi mà các thí sinh có cơ hội thể hiện tài năng, năng khiếu, sở trường của mình. Mỗi thí sinh có thể đăng ký một tiết mục trình diễn trên sân khấu. Thông thường, phần thi tài năng các thí sinh Miss World thường lựa chọn là hát, múa, chơi đàn, thổi sáo, diễn kịch, kể chuyện...
- Hoa hậu Thời trang, hoặc Trang phục Dân tộc, (Top Model): Là phần thi mà thí sinh sẽ trình diễn các mẫu thiết kế thời trang hoặc trang phục truyền thống của dân tộc mình. Đây là phần thi mà khán giả sẽ phải choáng ngợp bởi rất nhiều bộ trang phục rực rỡ, nhiều màu sắc được trình diễn bởi các người đẹp. Phần thi cũng công bố top 10, top 5.

Ngoài ra, ở Miss World còn có thêm giải phụ Hoa hậu Nhân ái (Beauty with a Purpose). Đây là giải thưởng dành cho hoa hậu trước khi đến với cuộc thi đã có những hoạt động xã hội có ý nghĩa cao cả. Giải thưởng này có cách trao khá giống với giải thưởng Sắc đẹp vì một mục tiêu (Beauty for a Cause) của cuộc thi Hoa hậu Trái Đất. Những việc làm đó sẽ phải được minh chứng bằng một video clip ghi lại hoạt động của thí sinh gửi cho Ban tổ chức. Giải thưởng này được công bố trong đêm chung kết. Đây là một giải thưởng phụ quan trọng và có ý nghĩa quyết định vị trí của thí sinh trong đêm chung kết.
Ngoài ra, cuộc thi cũng có giải thưởng "Hoa hậu Thân thiện" nhưng hiện tại giải thưởng này đã được lược bỏ. Tuy nhiên, đôi khi người ta hay nhầm lẫn giữa "Hoa hậu Nhân ái" với "Hoa hậu Thân thiện".
Đêm chung kết cuộc thi, mở đầu đồng loạt các thí sinh sẽ có màn trình diễn váy và áo tắm, sau đó từng nhóm thí sinh (theo từng khu vực) được xướng tên quốc gia sẽ lần lượt ra mắt khán giả. Từ năm 2016 thì màn trình diễn áo tắm được bãi bỏ.
Sau đó tất cả các thí sinh, trong trang phục dạ hội, sẽ được tập hợp lại để chuẩn bị nghe công bố kết quả. Mở đầu là màn xuất hiện của 4 thí sinh được đặc cách do đoạt các danh hiệu Hoa hậu Bãi biển, Hoa hậu Thể thao, Hoa hậu Mặc trang phục dân tộc đẹp nhất), sau đó Ban giám khảo công bố thí sinh đoạt danh hiệu Hoa hậu nhân ái. Tất cả các thí sinh đoạt các giải phụ này đều được đặc cách thẳng vào top Bán kết. Tiếp đến, MC sẽ công bố những người còn lại lọt vào top bán kết. Các thí sinh còn lại này được ban giám khảo lựa chọn ngẫu nhiên (không tính yếu tố vùng miền) hoặc lựa chọn theo vùng miền (mỗi khu vực thường có khoảng 2 đại diện).
Sau đó chọn tiếp top 5 (hoặc 6) và cuối cùng, lần lượt Á hậu 2, Á hậu 1 và Hoa hậu Thế giới sẽ được trưởng Ban tổ chức, bà Julia Morley công bố (trừ năm 2018, cuộc thi chỉ chọn ra một Á hậu duy nhất và Hoa hậu). Các giải thưởng được công bố liên tục vào cuối đêm chung kết. Hiện cuộc thi đã bỏ màn trình diễn áo tắm và trang phục dạ hội riêng của Top bán kết như ba cuộc thi còn lại.
Từ năm 2009, trong đêm chung kết có thêm phần trình diễn Dances of the World (Các điệu nhảy của thế giới). Đây là một phần trình diễn không tính điểm. Phần trình diễn luôn luôn được chờ đợi trong mỗi đêm chung kết và là một trong số những đặc sắc của cuộc thi. Cùng với đó, phần trình diễn trang phục áo tắm mở màn của đêm chung kết cũng dần được tối giản và bỏ hẳn khỏi nội dung đêm chung kết.
Những năm gần đây, cuộc thi có thêm phần Bình chọn thí sinh qua trang web chính thức cuộc thi (www.missworld.tv) và ứng dụng Mobstar. Kết quả bình chọn có năm chỉ là một căn cứ hỗ trợ cho sự đánh giá tính điểm của Ban giám khảo, có năm giải thưởng Bình chọn nhiều nhất được đặc cách thẳng vào bán kết.

### Các hoa hậu thế giới chiến thắng phần thi phụ
- 4 Hoa hậu Thế giới đã đoạt giải Hoa hậu Siêu mẫu: Trương Tử Lâm (Trung Quốc, 2007), Ksenia Sukhinova (Nga, 2008), Megan Young (Philippines, 2013) và Mireia Lalaguna (Tây Ban Nha, 2015).
- 4 Hoa hậu Thế giới đã đoạt giải Hoa hậu Ảnh: Astrid Carolina Herrera (Venezuela, 1984), Aishwarya Rai (Ấn Độ, 1994), Jacqueline Aguilera (Venezuela, 1995) và Diana Hayden (Ấn Độ, 1997).
- 2 Hoa hậu Thế giới đã đoạt giải Hoa hậu Bãi biển: Rosanna Davison (Ireland, 2003) và Kaianne Aldorino (Gibraltar, 2009).
- 2 Hoa hậu Thế giới đã đoạt giải Hoa hậu Tài năng: Vu Văn Hà (Trung Quốc, 2012) và Toni-Ann Singh (Jamaica, 2019).
- 1 Hoa hậu Thế giới đã chiến thắng giải Sắc đẹp vì một mục đích: Manushi Chhillar (Ấn Độ, 2017).

#### Giải thưởng bên lề

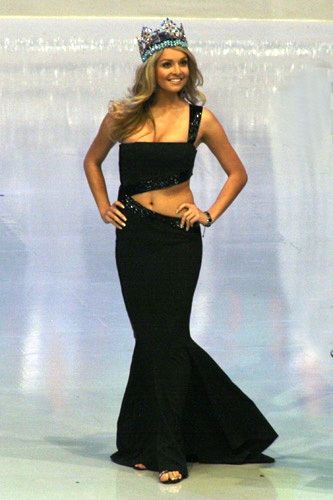
Taťána Kuchařová, Hoa hậu Thế giới 2006

Kể từ năm 2003 cuộc thi Hoa hậu Thế giới bắt đầu xuất hiện các phần thi phụ. Người chiến thắng tại các vòng thi phụ sẽ được vào thẳng Bán kết. Các sự kiện bên lề được áp dụng từ năm 2003 là:
- Hoa hậu Bãi biển: từ năm 2003 - 2015
- Hoa hậu Tài năng: từ năm 2003 - nay
- Hoa hậu Thể thao: từ năm 2003 - nay
- Hoa hậu Nhân ái: từ năm 2005 - nay
- Hoa hậu Người mẫu: 2004, 2007 - nay
- Giải thưởng do khán giả bình chọn (2003, 2006, 2008, 2015, 2016)
- Hoa hậu Cá tính (2003)
- Hoa hậu do các thí sinh bình chọn (2004)
- Thử thách đối đầu: từ năm 2017 - nay

### Các thí sinh chiến thắng
- Kiki Håkansson từ Thụy Điển, Hoa hậu Thế giới 1951 là Hoa hậu Thế giới đầu tiên đến từ châu Âu đăng quang và cũng là người duy nhất đăng quang trong trang phục bikini.
- Antigone Costanda từ Ai Cập, Hoa hậu Thế giới 1954 là người châu Phi đầu tiên đăng quang.
- Susana Duijm từ Venezuela, Hoa hậu Thế giới 1955 là người Mỹ Latin đầu tiên và cũng là người đầu tiên đến từ châu Mỹ đăng quang
- Người châu Phi da đen đầu tiên đoạt ngôi Hoa hậu thế giới là Agbani Darego từ Nigeria tại cuộc thi năm 2001 ở Sun City, Nam Phi.
- Hoa hậu thế giới người Đông Á đầu tiên là Hoa hậu Thế giới 2007 Trương Tử Lâm từ Trung Quốc.
- Hoa hậu thế giới người Đông Nam Á đầu tiên là Hoa hậu Thế giới 2013 Megan Young từ Philippines.
- Thí sinh lọt vào bán kết Hoa hậu Hoàn vũ và sau đó trở thành Hoa hậu Thế giới là: Susana Duijm (Top 15; 1955), Corinne Rottschafer (Top 15; 1958), Rosemarie Frankland (Á hậu 1; 1961), Madeline Hartog-Bel (Top 15; 1966), Eva Rueber-Staier (Top 15; 1969), Helen Morgan (Á hậu 1; 1974); Gina Swainson (Á hậu 1; 1979), Agbani Darego (Top 10; 2001).

### Các kỉ lục

#### Thời gian giữ vương miện lâu nhất
- Kiki Håkansson từ Thụy Điển, Hoa hậu Thế giới 1951 là người có nhiệm kỳ giữ vương miện lâu nhất trong lịch sử: 1 năm,  3 tháng, 16 ngày từ khi đoạt vương miện ngày 29 tháng 7 năm 1951 tại Luân Đôn, Vương quốc Anh[15][16].

#### Thời gian giữ vương miện ngắn nhất
- Ivian Sarcos từ Venezuela, Hoa hậu Thế giới 2011 giữ vương miện trong thời gian ngắn nhất: chỉ có 9 tháng, 12 ngày tới khi trao vương miện cho Vu Văn Hà của Trung Quốc vào ngày 18 tháng 8 năm 2012.
- Có 3 lần ngôi Hoa hậu thế giới do thí sinh của cùng 1 quốc gia đoạt 2 năm liên tiếp:
  - May Louise Flodin của Thụy Điển, Hoa hậu Thế giới 1952 được Hoa hậu Thế giới 1951 Kicki Håkansson, cũng là người Thụy Điển, trao lại vương miện.
  - Lesley Langley của Anh, Hoa hậu Thế giới 1965 được Hoa hậu Thế giới 1964 Ann Sydney cũng của Anh trao lại vương miện.
  - Priyanka Chopra của Ấn Độ, Hoa hậu Thế giới 2000 được Hoa hậu Thế giới 1999 Yukta Mookhey, cũng người Ấn Độ, trao lại vương miện.
- Khoảng thời gian dài nhất cho một quốc gia lặp lại chiến thắng trong cuộc thi Hoa hậu là Puerto Rico: Wilnelia Merced đoạt giải năm 1975 và 41 năm sau, Stephanie Del Velle trở thành người tiếp theo của quốc gia này đoạt giải.
- Quốc gia có khoảng thời gian ngắn nhất lặp lại chiến thắng là Ấn Độ (1997-1999, không tính những lần đoạt giải liên tiếp như Thụy Điển, Vương quốc Anh và Ấn Độ kể trên).

### Các vị trí
Xem danh sách đầy đủ: Danh sách Hoa hậu Thế giới.
- 6 người đoạt vương miện Hoa hậu Thế giới tại quê nhà:
  - 1961: Rosemarie Frankland (Vương quốc Anh) đăng quang tại Luân Đôn, Vương quốc Anh.
  - 1964: Ann Sydney (Vương quốc Anh) đăng quang tại Luân Đôn, Vương quốc Anh.
  - 1965: Lesley Langley (Vương quốc Anh) đăng quang tại Luân Đôn, Vương quốc Anh.
  - 1974: Helen Morgan (Vương quốc Anh) đăng quang tại Luân Đôn, Vương quốc Anh. (Tuy nhiên đã bị truất ngôi)
  - 1983: Sarah-Jane Hutt (Vương quốc Anh) đăng quang tại Luân Đôn, Vương quốc Anh.
  - 2007: Trương Tử Lâm (Trung Quốc) đăng quang tại Tam Á, Trung Quốc,
  - 2012: Vu Văn Hà (Trung Quốc) đăng quang tại Nội Mông, Trung Quốc.
- 5 Hoa hậu Thế giới đã trao vương miện tại quê nhà:
  - 1961: Rosemarie Frankland (Vương quốc Anh) trao vương miện cho 1962: Catharina Lodders (Hà Lan) ở Luân Đôn, Anh.
  - 1964: Ann Sydney (Vương quốc Anh) trao vương miện cho 1965: Lesley Langley (Vương quốc Anh) in Luân Đôn, Anh.
  - 1965: Lesley Langley (Vương quốc Anh) trao vương miện cho 1966: Reita Faria (Ấn Độ) in Luân Đôn, Anh.
  - 1983: Sarah-Jane Hutt (Vương quốc Anh) trao vương miện cho 1984: Astrid Carolina Herrera (Venezuela) in Luân Đôn, Anh.
  - 1990: Gina Tolleson (Hoa Kỳ) trao vương miện cho 1991: Ninibeth Leal (Venezuela) tại bang Georgia, Hoa Kỳ.
- Ngoài Anh, Nam Phi và Trung Quốc là quốc gia đăng cai nhiều cuộc thi Hoa hậu Thế giới. Đó là:
  - Nam Phi: Thành phố Mặt trời (1992, 1993, 1994, 1995, 2001), Johannesburg (2008, 2009)
  - Trung Quốc: Tam Á (2003, 2004, 2005, 2017, 2007,2018), Nội Mông (2012)
- Ngoài Vương quốc Anh và Nam Phi, đây là các quốc gia từng đăng cai cuộc thi hơn 1 lần:
  - Seychelles: Mahé (1997, 1998)

#### Danh sách các người đẹp từng biểu diễn tại phần trình diễnDances of the World
| Quốc gia / Vùng lãnh thổ | Năm  | Tên                     | Danh hiệu chính thức  |
| ------------------------ | ---- | ----------------------- | --------------------- |
| Aruba                    | 2018 | Nurianne Arias          | -                     |
| Bahamas                  | 2017 | Geena Thompson          | -                     |
| Barbados                 | 2012 | Marielle Wilkie         | -                     |
| Belarus                  | 2018 | Maria Vasilevich        | Top 5                 |
| Belize                   | 2018 | Jalyssa Arthurs         | -                     |
| Bolivia                  | 2014 | Andrea Forfori          | Top 25                |
| Bolivia                  | 2018 | Vanessa Vargas          | -                     |
| Botswana                 | 2010 | Emma Wareus             | Á hậu 1               |
| Botswana                 | 2017 | Nicole Gaelebale        | Top 40                |
| Botswana                 | 2018 | Moitshepi Elias         | -                     |
| Bosnia và Herzegovina    | 2018 | Anđela Paleksić         | -                     |
| Brazil                   | 2010 | Kamilla Salgado         | -                     |
| Brazil                   | 2017 | Gabrielle Vilela        | Top 40                |
| Bulgaria                 | 2010 | Romina Andonova         | -                     |
| Canada                   | 2012 | Tara Teng               | -                     |
| Canada                   | 2018 | Hanna Begovic           | -                     |
| Chile                    | 2013 | Camila Andrade          | -                     |
| Trung Quốc               | 2011 | Liu Chen                | -                     |
| Trung Quốc               | 2013 | Yu Weiwei               | -                     |
| Trung Quốc               | 2015 | Yuan Lu                 | Top 20                |
| Trung Quốc               | 2017 | Guan Siyu               | Top 40                |
| Quần đảo Cook            | 2017 | Alanna Smith            | -                     |
| Quần đảo Cook            | 2018 | Reihana Koteka-Wiki     | Top 30                |
| Costa Rica               | 2012 | Silvana Sánchez         | -                     |
| Cộng hòa Dominican       | 2013 | Joely Bernat            | Top 20                |
| Cộng hòa Dominican       | 2017 | Aletxa Mueses           | Top 40                |
| Ecuador                  | 2018 | Nicol Ocles             | -                     |
| Ai Cập                   | 2010 | Sarah Khouly            | -                     |
| Anh                      | 2017 | Stephanie Hill          | Á hậu 2               |
| Guinea Xích Đạo          | 2012 | Jennifer Riveiro Ilende | -                     |
| Guinea Xích Đạo          | 2017 | Catalina Mangue Ondo    | -                     |
| Guinea Xích Đạo          | 2018 | Silvia Adjomo Ndong     | -                     |
| Ethiopia                 | 2017 | Kisanet Molla           | -                     |
| Fiji                     | 2012 | Koini Elesi Vakaloloma  | -                     |
| Phần Lan                 | 2014 | Krista Haapalainen      | Top 25                |
| Pháp                     | 2012 | Delphine Wespiser       | -                     |
| Pháp                     | 2015 | Hinarere Taputu         | Top 11                |
| Gruzia                   | 2012 | Salome Khomeriki        | -                     |
| Ghana                    | 2018 | Nana Ama Benson         | -                     |
| Gibralta                 | 2012 | Jessica Baldachino      | -                     |
| Guadeloupe               | 2018 | Morgane Thérésine       | -                     |
| Guam                     | 2012 | Jeneva Bosko            | -                     |
| Guyana                   | 2017 | Vena Mookram            | -                     |
| Honduras                 | 2018 | Dayana Sabillón         | -                     |
| Hồng Kông                | 2010 | Sau Man Cheung          | -                     |
| Hungary                  | 2012 | Tamara Cserháti         | -                     |
| Hungary                  | 2018 | Andrea Szarvas          | -                     |
| Ấn Độ                    | 2010 | Manasvi Mamgai          | -                     |
| Ấn Độ                    | 2012 | Vanya Mishra            | Top 7                 |
| Ấn Độ                    | 2014 | Koyal Rana              | Top 11                |
| Ấn Độ                    | 2017 | Manushi Chhillar        | Hoa hậu Thế giới 2017 |
| Ấn Độ                    | 2018 | Anukreethy Vas          | Top 30                |
| Indonesia                | 2013 | Vania Larissa           | Top 11                |
| Ireland                  | 2013 | Aoife Walsh             | -                     |
| Ireland                  | 2017 | Lauren McDonagh         | -                     |
| Ý                        | 2017 | Conny Notarstefano      | Top 40                |
| Jamaica                  | 2018 | Kadijah Robinson        | Top 5                 |
| Nhật Bản                 | 2017 | Haruka Yamashita        | Top 15                |
| Kenya                    | 2014 | Idah Nguma              | Top 11                |
| Hàn Quốc                 | 2009 | Kim Joo Ri              | Top 16                |
| Hàn Quốc                 | 2012 | Kim Sung-min            | -                     |
| Latvia                   | 2009 | Ieva Lase               | -                     |
| Latvia                   | 2011 | Alise Miškovska         | -                     |
| Latvia                   | 2012 | Anastasija Skibunova    | -                     |
| Lebanon                  | 2012 | Sonia-Lynn Gabriel      | -                     |
| Mauritius                | 2017 | Bessika Bucktawor       | -                     |
| Mauritius                | 2018 | Murielle Ravina         | Top 12                |
| Mexico                   | 2009 | Perla Beltrán           | Á hậu 1               |
| Mexico                   | 2011 | Gabriela Palacio        | -                     |
| Mexico                   | 2012 | Mariana Berumen         | Top 15                |
| Mexico                   | 2018 | Vanessa Ponce           | Hoa hậu Thế giới 2018 |
| Mông Cổ                  | 2012 | Bayarmaa Huselbaatar    | -                     |
| Mông Cổ                  | 2014 | Battsetseg Turbat       | -                     |
| Mông Cổ                  | 2017 | Enkhjin Tseveendash     | Top 15                |
| Montenegro               | 2018 | Natalija Glušcević      | -                     |
| Namibia                  | 2013 | Paulina Malulu          | -                     |
| Nepal                    | 2011 | Malina Joshi            | -                     |
| Nepal                    | 2012 | Shristi Shrestha        | Top 30                |
| Nepal                    | 2013 | Ishani Shrestha         | Top 11                |
| Nepal                    | 2015 | Evana Manandhar         | -                     |
| New Zealand              | 2018 | Jessica Tyson           | Top 12                |
| Nicaragua                | 2012 | Lauren Lawson           | -                     |
| Nicaragua                | 2018 | Yoselin Gómez Reyes     | -                     |
| Nigeria                  | 2018 | Anita Ukah              | Top 30                |
| Bắc Ireland              | 2017 | Anna Henry              | -                     |
| Panama                   | 2018 | Solaris Barba           | Top 12                |
| Paraguay                 | 2015 | Giovanna Cordeiro       | -                     |
| Paraguay                 | 2017 | Paola Oberladstatter    | -                     |
| Philippines              | 2013 | Megan Young             | Hoa hậu Thế giới 2013 |
| Ba Lan                   | 2018 | Agata Biernat           | -                     |
| Puerto Rico              | 2011 | Amanda Vilanova         | Á hậu 2               |
| Rwanda                   | 2017 | Elsa Iradukunda         | -                     |
| Samoa                    | 2015 | Latafale Auva'a         | -                     |
| Scotland                 | 2011 | Jennifer Reoch          | Top 7                 |
| Scotland                 | 2014 | Ellie McKeating         | Top 25                |
| Scotland                 | 2018 | Linzi McLelland         | Top 12                |
| Serbia                   | 2018 | Ivana Trišić            | -                     |
| Sierra Leone             | 2009 | Mariatu Kargbo          | Top 16                |
| Sierra Leone             | 2011 | Swadu Natasha Beckley   | -                     |
| Sierra Leone             | 2018 | Sarah Laura Tucker      | -                     |
| Slovakia                 | 2013 | Karolína Chomisteková   | Top 20                |
| Slovakia                 | 2015 | Lujza Straková          | -                     |
| Slovenia                 | 2014 | Julija Bizjak           | -                     |
| Nam Phi                  | 2011 | Bokang Montjane         | Top 7                 |
| Nam Phi                  | 2012 | Remona Moodley          | -                     |
| Tây Ban Nha              | 2010 | Fátima Jiménez          | -                     |
| Tây Ban Nha              | 2017 | Elisa Tulian            | -                     |
| Tây Ban Nha              | 2018 | Amaia Izar              | -                     |
| Sri Lanka                | 2009 | Gamya Wijayadasa        | -                     |
| Sri Lanka                | 2018 | Nadia Gyi               | -                     |
| Tahiti                   | 2009 | Nanihi Bambridge        | -                     |
| Tahiti                   | 2010 | Mihilani Teixeira       | Top 25                |
| Thái Lan                 | 2018 | Nicolene Limsnukan      | Á hậu 1               |
| Ukraine                  | 2011 | Yaroslava Kuriacha      | Top 15                |
| Ukraine                  | 2017 | Polina Tkach            | Top 40                |
| Hoa Kỳ                   | 2014 | Elizabeth Safrit        | Á hậu 2               |
| Quần đảo Virgin thuộc Mỹ | 2013 | Petra Cabrera-Badia     | -                     |
| Venezuela                | 2011 | Ivian Sarcos            | Hoa hậu Thế giới 2011 |
| Venezuela                | 2013 | Karen Soto              | -                     |
| Zambia                   | 2015 | Michelo Malambo         | -                     |
| Zambia                   | 2018 | Musa Kalaluka           | -                     |

- Riêng năm 2019, tất cả các thí sinh tham gia Hoa hậu Thế giới đều được biểu diễn mở màn tại phần trình diễn Dances of the World.v

## Các Hoa hậu Thế giới gần đây

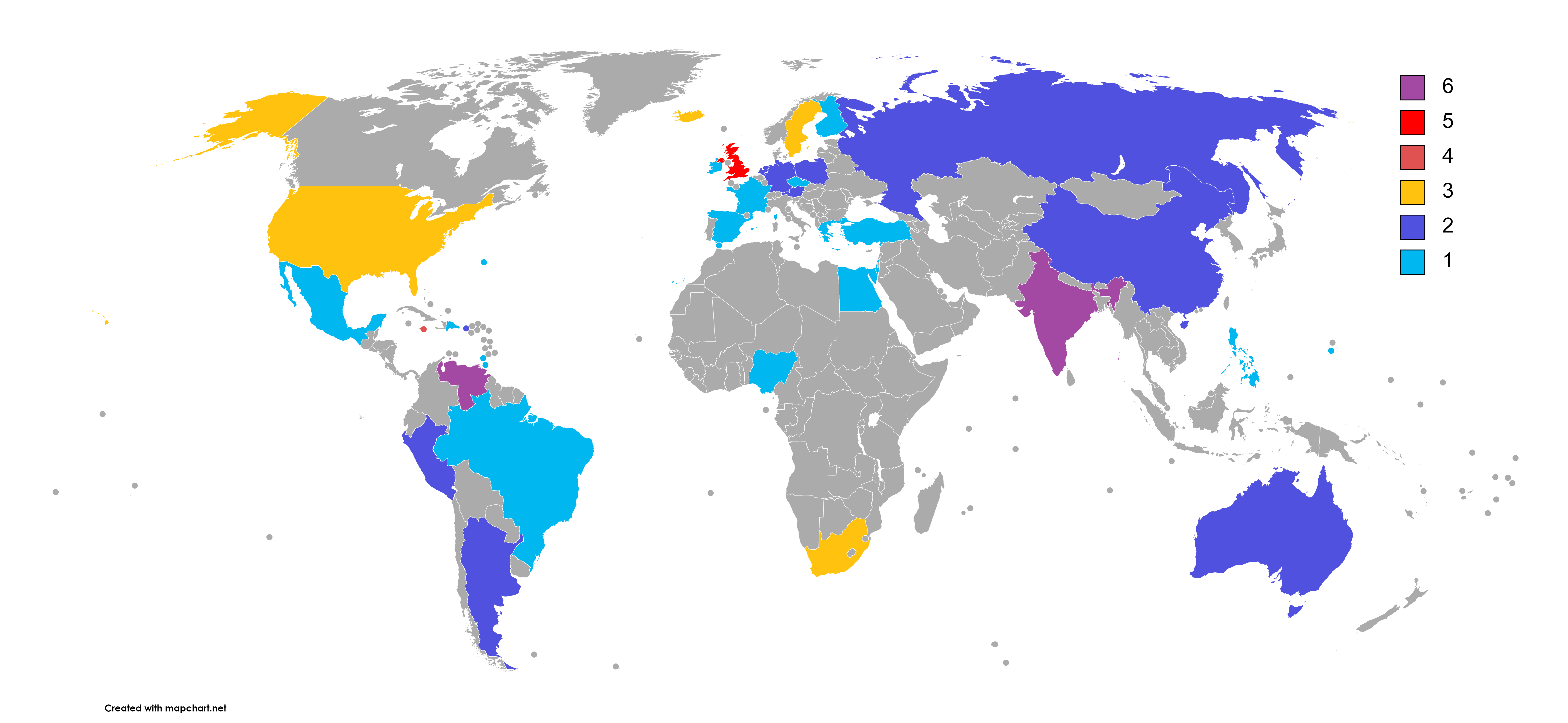
Các quốc gia và vùng lãnh thổ chiến thắng Hoa hậu Thế giới và số lần chiến thắng.

| Năm  | Chiến thắng                           | Quốc gia                              | Nơi tổ chức                           |
| ---- | ------------------------------------- | ------------------------------------- | ------------------------------------- |
| 2025 | Suchata Chuangsri                     | Thái Lan                              | Telangana, Ấn Độ                      |
| 2024 | Cuộc thi bị hoãn                      | Cuộc thi bị hoãn                      | Cuộc thi bị hoãn                      |
| 2023 | Krystyna Pyszková                     | Cộng hòa Séc                          | Mumbai, Ấn Độ                         |
| 2022 | Cuộc thi bị hoãn                      | Cuộc thi bị hoãn                      | Cuộc thi bị hoãn                      |
| 2021 | Karolina Bielawska                    | Ba Lan                                | San Juan, Puerto Rico                 |
| 2020 | Cuộc thi bị hoãn vì đại dịch COVID-19 | Cuộc thi bị hoãn vì đại dịch COVID-19 | Cuộc thi bị hoãn vì đại dịch COVID-19 |
| 2019 | Toni-Ann Singh                        | Jamaica                               | Luân Đôn, Anh Quốc                    |
| 2018 | Vanessa Ponce                         | Mexico                                | Tam Á, Trung Quốc                     |
| 2017 | Manushi Chhillar                      | Ấn Độ                                 | Tam Á, Trung Quốc                     |
| 2016 | Stephanie Del Valle                   | Puerto Rico                           | Washington, D.C., Hoa Kỳ              |

### Số lần chiến thắng của các quốc gia/lãnh thổ
| Quốc gia/Lãnh thổ  | Số lần | Các năm chiến thắng                |
| ------------------ | ------ | ---------------------------------- |
| Ấn Độ              | 6      | 1966, 1994, 1997, 1999, 2000, 2017 |
| Venezuela          | 6      | 1955, 1981, 1984, 1991, 1995, 2011 |
| Vương quốc Anh     | 5      | 1961, 1964, 1965, 1974 ©, 1983     |
| Jamaica            | 4      | 1963, 1976, 1993, 2019             |
| Nam Phi            | 3      | 1958, 1974 ®, 2014                 |
| Hoa Kỳ             | 3      | 1973 ©, 1990, 2010                 |
| Iceland            | 3      | 1985, 1988, 2005                   |
| Thụy Điển          | 3      | 1951, 1952, 1977                   |
| Séc                | 2      | 2006, 2023                         |
| Ba Lan             | 2      | 1989, 2021                         |
| Puerto Rico        | 2      | 1975, 2016                         |
| Trung Quốc         | 2      | 2007, 2012                         |
| Nga                | 2      | 1992, 2008                         |
| Peru               | 2      | 1967, 2004                         |
| Áo                 | 2      | 1969, 1987                         |
| Đức                | 2      | 1956, 1980 ©                       |
| Argentina          | 2      | 1960, 1978                         |
| Úc                 | 2      | 1968, 1972                         |
| Hà Lan             | 2      | 1959, 1962                         |
| Thái Lan           | 1      | 2025                               |
| Mexico             | 1      | 2018                               |
| Tây Ban Nha        | 1      | 2015                               |
| Philippines        | 1      | 2013                               |
| Gibraltar          | 1      | 2009                               |
| Ireland            | 1      | 2003                               |
| Thổ Nhĩ Kỳ         | 1      | 2002                               |
| Nigeria            | 1      | 2001                               |
| Israel             | 1      | 1998                               |
| Hy Lạp             | 1      | 1996                               |
| Trinidad và Tobago | 1      | 1986                               |
| Cộng hòa Dominica  | 1      | 1982                               |
| Guam               | 1      | 1980 ®                             |
| Bermuda            | 1      | 1979                               |
| Brazil             | 1      | 1971                               |
| Grenada            | 1      | 1970                               |
| Phần Lan           | 1      | 1957                               |
| Ai Cập             | 1      | 1954                               |
| Pháp               | 1      | 1953                               |

®: Thay thế
©: Truất ngôi
| Châu lục                 | Các quốc gia xuất sắc |
| ------------------------ | --- |
| Châu Âu                  | 30 lần chiến thắng bởi Vương quốc Anh (5), Iceland và Thụy Điển (3), Áo, Hà Lan, Nga, Ba Lan, Cộng hòa Séc (2), Thổ Nhĩ Kỳ, Phần Lan, Pháp, Đức, Gibraltar, Hy Lạp, Ireland, Israel và Tây Ban Nha (1). |
| Châu Mỹ                  | 17 lần chiến thắng bởi Venezuela (6), Hoa Kỳ (3), Argentina, Peru (2), Bermuda, Brazil và Mexico (1).                                                                                                   |
| Châu Á - Thái Bình Dương | 13 lần chiến thắng bởi Ấn Độ (6), Úc và Trung Quốc (2), Guam, Philippines và Thái Lan (1). |
| Vùng Caribê              | 8 lần chiến thắng bởi Jamaica (4), Puerto Rico (2), Cộng hòa Dominica, Grenada và Trinidad và Tobago (1).                                                                                               |
| Châu Phi                 | 5 lần chiến thắng bởi Nam Phi (3), Ai Cập và Nigeria (1). |

## Các nữ hoàng sắc đẹp châu lục
Ngoài những giải thưởng phụ và danh hiệu cao nhất, cuộc thi còn chọn ra các Nữ hoàng sắc đẹp châu lục cho từng khu vực.
| Năm  | Châu Mỹ                       | Châu Phi                         | Châu Á                           | Châu Đại Dương                      | Caribe                                 | Châu Âu                         |
| ---- | ----------------------------- | -------------------------------- | -------------------------------- | ----------------------------------- | -------------------------------------- | ------------------------------- |
| 2008 | Venezuela · Hannelly Quintero | Angola · Birgite dos Santos      | Ấn Độ · Parvathy Omanakuttan     | —                                   | Trinidad và Tobago · Gabrielle Walcott | Nga · Ksenia Sukhinova          |
| 2009 | Mexico · Perla Beltrán        | Nam Phi · Tatum Keshwar          | Hàn Quốc · Kim Joo Ri            | —                                   | Barbados · Leah Marville               | Gibraltar · Kaiane Aldorino     |
| 2010 | Hoa Kỳ · Alexandria Mills     | Botswana · Emma Wareus           | Trung Quốc · Đường Tiêu          | —                                   | Saint Lucia · Aiasha Gustave           | Ireland · Emma Britt Waldron    |
| 2011 | Venezuela · Ivian Sarcos      | Nam Phi · Bokang Montjane        | Philippines · Gwendoline Ruais   | —                                   | Puerto Rico · Amanda Vilanova          | Anh · Alize Lily Mounter        |
| 2012 | Brazil · Mariana Notarangelo  | Nam Sudan · Naa Okailey Shooter  | Trung Quốc · Vu Văn Hà           | —                                   | Jamaica · Deanna Robins                | Wales · Sophie Elizabeth Moulds |
| 2013 | Brazil · Sancler Frantz       | Ghana · Naa Okailey Shooter      | Philippines · Megan Young        | Úc · Erin Holland                   | Jamaica · Gina Hargitay                | Pháp · Marine Lorphelin         |
| 2014 | Hoa Kỳ · Elizabeth Safrit     | Nam Phi · Rolene Strauss         | Ấn Độ · Koyal Rana               | Úc · Courtney Thorpe                | Cộng hòa Dominica · Dhío Moreno        | Hungary · Edina Kulcsár         |
| 2015 | Brazil · Catharina Choi Nune  | Nam Phi · Liesl Laurie           | Ấn Độ · Maria Harfanti           | Úc · Tess Alexander                 | Jamaica · Sanneta Myrie                | Nga · Sofia Nikichuk            |
| 2016 | Hoa Kỳ · Audra Mari           | Kenya · Evelyn Njambi            | Ấn Độ · Natasha Mannuela         | Úc · Madeline Cowe                  | Cộng hòa Dominica · Yaritza Reyes      | Bỉ · Lenty Frans                |
| 2017 | Mexico · Andrea Meza          | Kenya · Magline Jeruto           | Hàn Quốc · Ha-eun Kim            | New Zealand · Annie Evans           | Jamaica · Solange Sinclair             | Anh · Stephanie Hill            |
| 2018 | Panamá · Solaris Barba        | Uganda · Quiin Abenakyo          | Thái Lan · Nicolene Limsnukan    | New Zealand · Jessica Tyson         | Jamaica · Kadijah Robinson             | Bỉ · Maria Vasilevich           |
| 2019 | Brazil · Elís Miele Coelho    | Nigeria · Nyekachi Douglas       | Ấn Độ · Suman Rao                | Quần đảo Cook · Tajiya Eikura Sahay | Trinidad và Tobago · Tya Jané Ramey    | Pháp · Ophély Mézino            |
| 2021 | Hoa Kỳ · Shree Saini          | Bờ Biển Ngà · Olivia Yacé        | Indonesia · Pricilia Carla Yules | —                                   | Cộng hòa Dominica · Emmy Peña          | Bắc Ireland · Anna Leitch       |
| 2023 | Brazil · Leticía Frota        | Botswana · Lesego Chombo         | Liban · Yasmina Zaytoun          | Úc · Kristen Wright                 | Trinidad và Tobago · Aché Abrahams     | Anh · Jessica Ashley Gagen      |
| 2025 | Brazil · Jéssica Pedroso      | Ethiopia · Hasset Dereje Admassu | Philippines · Krishnah Gravidez  | Úc · Jasmine Stringer               | Martinique · Aurélie Joachim           | Ba Lan · Maja Klajda            |

### Nữ hoàng sắc đẹp theo quốc gia
| Quốc gia       | Số lần | Châu lục               | Năm chiến thắng                                                        |
| -------------- | ------ | ---------------------- | ---------------------------------------------------------------------- |
| Venezuela      | 12     | Châu Mỹ                | 1981, 1984, 1987, 1988, 1991, 1992, 1993, 1994, 1995, 1999, 2008, 2011 |
| Nam Phi        | 11     | Châu Phi               | 1991, 1992, 1993, 1994, 1995, 1996, 1997, 1998, 1999, 2009, 2011, 2014 |
| Jamaica        | 9      | Vùng biển Caribê       | 1990, 1991, 1993, 1997, 1998, 1999, 2003, 2006, 2012                   |
| Úc             | 11     | Châu Đại Dương         | 1981, 1982, 1983, 1984, 1988, 1989, 2013, 2014, 2015, 2016, 2025       |
| Úc             | 1      | Châu Á & Đại Dương     | 1991                                                                   |
| Úc             | 1      | Châu Á-Thái Bình Dương | 2006                                                                   |
| Ấn Độ          | 6      | Châu Á & Đại Dương     | 1994, 1996, 1997, 1999, 2000, 2008                                     |
| Ấn Độ          | 4      | Châu Á                 | 2014, 2015, 2016, 2019                                                 |
| Croatia        | 3      | Châu Âu                | 1993, 1994, 1995                                                       |
| Iceland        | 3      | Châu Âu                | 2005 (xem là Bắc Âu), 1988, 1985                                       |
| Ireland        | 3      | Châu Âu                | 1990, 2003, 2010                                                       |
| Nga            | 3      | Châu Âu                | 1992, 2008, 2015                                                       |
| Thổ Nhĩ Kỳ     | 3      | Châu Âu                | 1991, 1997, 2002                                                       |
| Vương quốc Anh | 3      | Châu Âu                | 1981, 1983, 1984                                                       |
| Martinique     | 1      | Caribê                 | 2025                                                                   |
| Ethiopia       | 1      | Châu Phi               | 2025                                                                   |
| Philippines    | 1      | Châu Á                 | 2025                                                                   |
| Ba Lan         | 1      | Châu Âu                | 2025                                                                   |

## Có thể bạn chưa biết
Cuộc thi Hoa hậu Thế giới từng gây ra nhiều tranh cãi từ khi ra đời.
- Năm 1970, người biểu tình đã ném bom bột mì để phản đối trong suốt quá trình truyền hình trực tiếp tại Royal Albert Hall ở Luân Đôn. Danh hài Bob Hope đã nói đùa rằng " Đây có phải bản sao của Việt Nam không?" (Việt Nam đang trong thời kỳ chiến tranh lúc bấy giờ.)[17][18]
- Năm 1973, Marjorie Wallace, người Mỹ đầu tiên chiến thắng trong cuộc thi đã không hoàn thành nhiệm vụ và chỉ giữ được vương miện có 104 ngày. Ban tổ chức thông báo Wallace "đã không hoàn thành các nhiệm vụ cơ bản được giao." Trách nhiệm của công việc từ thiện được chuyển sang cho Á hậu 1 Evangeline Pascual đến từ Philippines. Tuy nhiên, Ban tổ chức cuộc thi vẫn ghi nhận Wallace là Hoa hậu Thế giới 1973 chứ không phải Pascual.
- Helen Morgan đại diện cho Vương quốc Liên hiệp Anh và Bắc Ireland chiến thắng năm 1974 đã từ bỏ ngôi vị sau 4 ngày giữ vương miện khi bị phát hiện là bà mẹ đơn thân.
- Năm 1976, một số quốc gia tẩy chay cuộc thi, bởi vì có một người da trắng và một người da đen đại diện cho Nam Phi. Để chống lại tình trang phân biệt chủng tộc khủng khiếp ở quốc gia của mình, Nam Phi đã ngừng tham dự cuộc thi từ năm 1977, trước khi tiếp tục tham dự trở lại vào năm 1991 vì vấn đề chính trị đã thay đổi.
- Gabriella Brum từ Tây Đức chiến thắng năm 1980 bỏ ngôi sau một ngày giữ vương miện, thông tin ban đầu là do bạn trai của cô không đồng ý. Một vài ngày sau bắt đầu xuất hiện thông tin cô từng chụp hình khoả thân cho các tạp chí.[19]
- Năm 1996, một cuộc chống đối với quy mô lớn diễn ra tại Bangalore, Ấn Độ. Phần thi áo tắm được chuyển đến quần đảo Seychelles, và được bảo vệ nghiêm ngặt. Bất chấp hỗn loạn, buổi truyền hình trực tiếp chung kết của cuộc thi vẫn suôn sẻ.[20][21][22]
- Từ năm 2000 trở đi, Vương quốc Liên hiệp Anh và Bắc Ireland tách ra làm bốn quốc gia ở cuộc thi là Anh, Bắc Ireland, Scotland và Wales.
- Chỉ vài ngày sau khi chiến thắng trong năm 1998, Linor Abargil từ Israel cho biết cô đã bị cưỡng hiếp chỉ hai tháng trước khi cuộc thi này diễn ra. Người đàn ông cưỡng hiếp cô đã chịu sự trừng phạt của pháp luật.[23]
- Cuộc thi Hoa hậu Thế giới 1983 có thí sinh Unnur Steinsson từ Iceland đã mang thai ba tháng khi tham gia cuộc thi (chung kết diễn ra ngày 17/11/1983) đã vi phạm các nguyên tắc cấm là không được kết hôn hoặc có thai. Tuy nhiên, điều đó đã không được phát hiện khi bà tham dự cuộc thi mặc dù bà lọt vào chung kết và là người Iceland đầu tiên lọt vào Top 7. Con gái bà, sinh ngày 25/05/1984 và có tên là Unnur Birna Vilhjálmsdóttir, 22 năm sau đã đăng quang Hoa hậu Thế giới 2005. Steinsson cũng tham dự cuộc thi Hoa hậu Trẻ Quốc tế 1980 tổ chức tại Manila. Bà cũng tham dự cuộc thi Hoa hậu Hoàn vũ 1983. Cả hai mẹ con bà đều là diễn viên.

## Hình ảnh của các hoa hậu

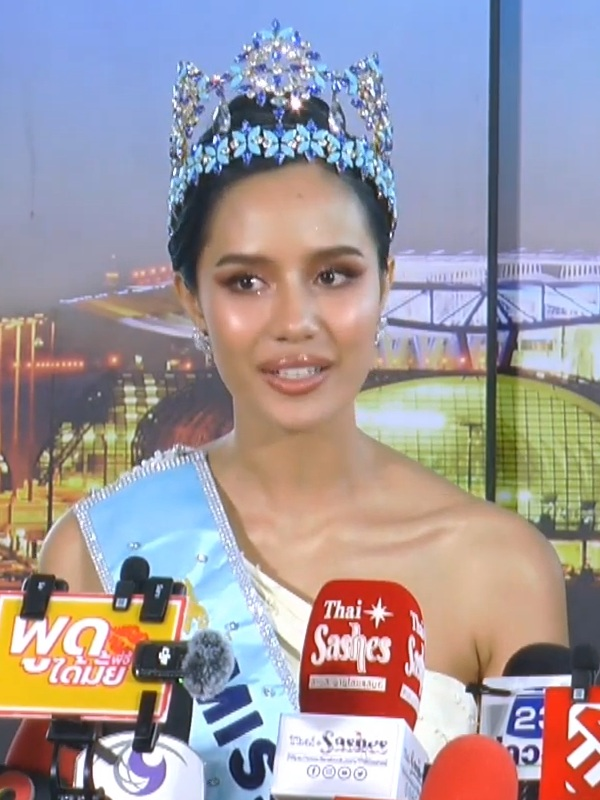
Hoa hậu Thế giới 2025 Suchata Chuangsri Thái Lan
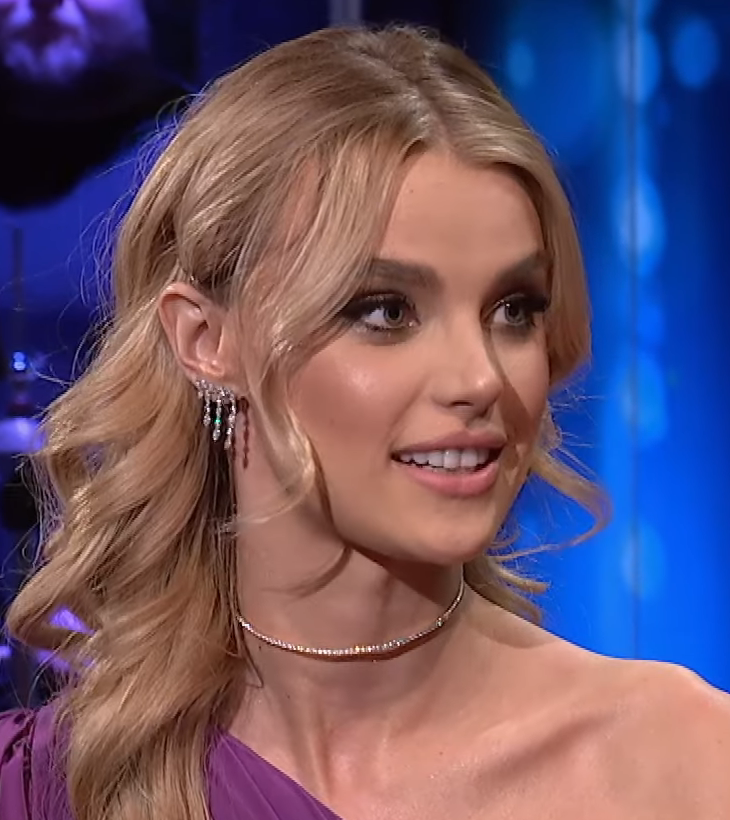
Hoa hậu Thế giới 2023 Krystyna Pyszková Cộng hòa Séc
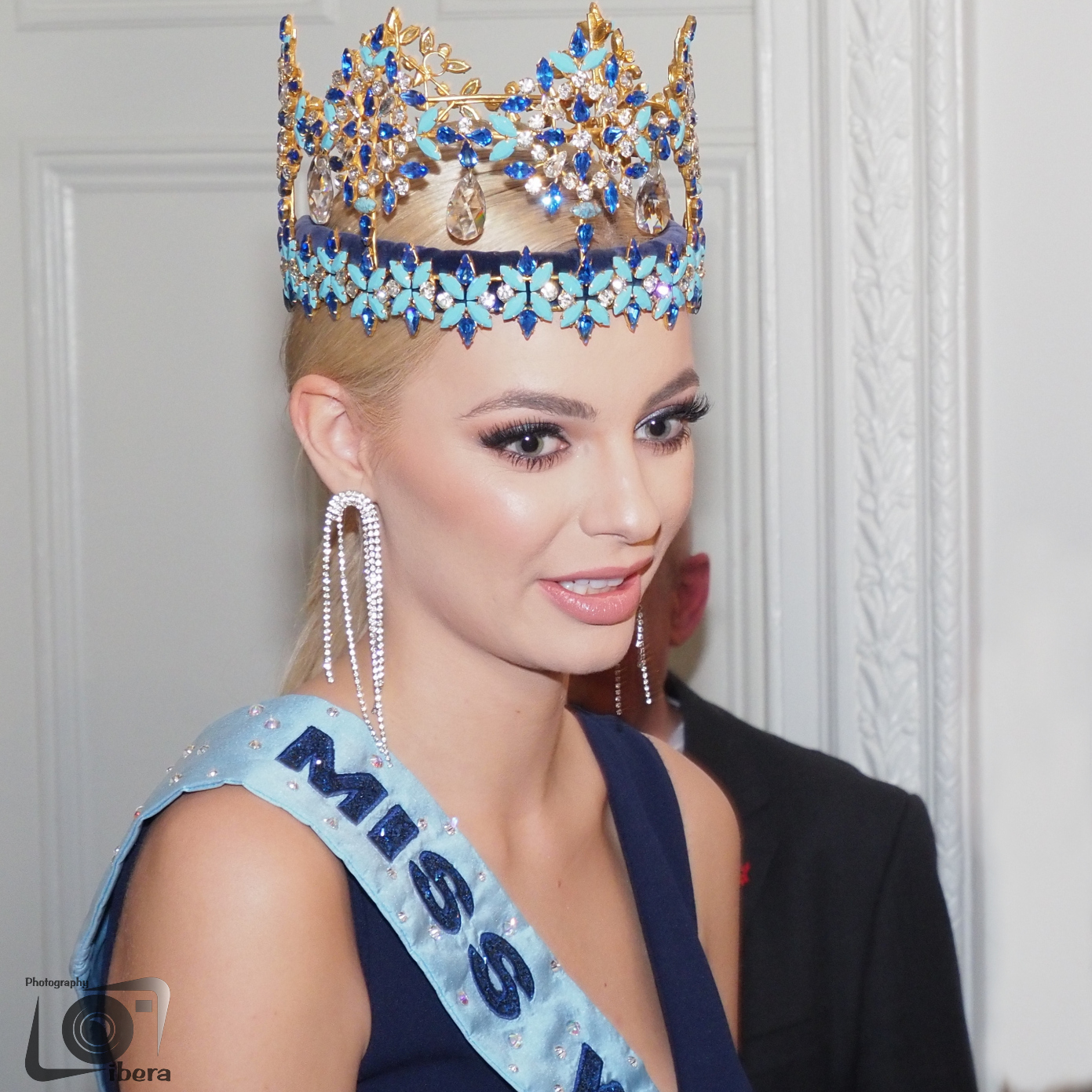
Hoa hậu Thế giới 2021 Karolina Bielawska Ba Lan
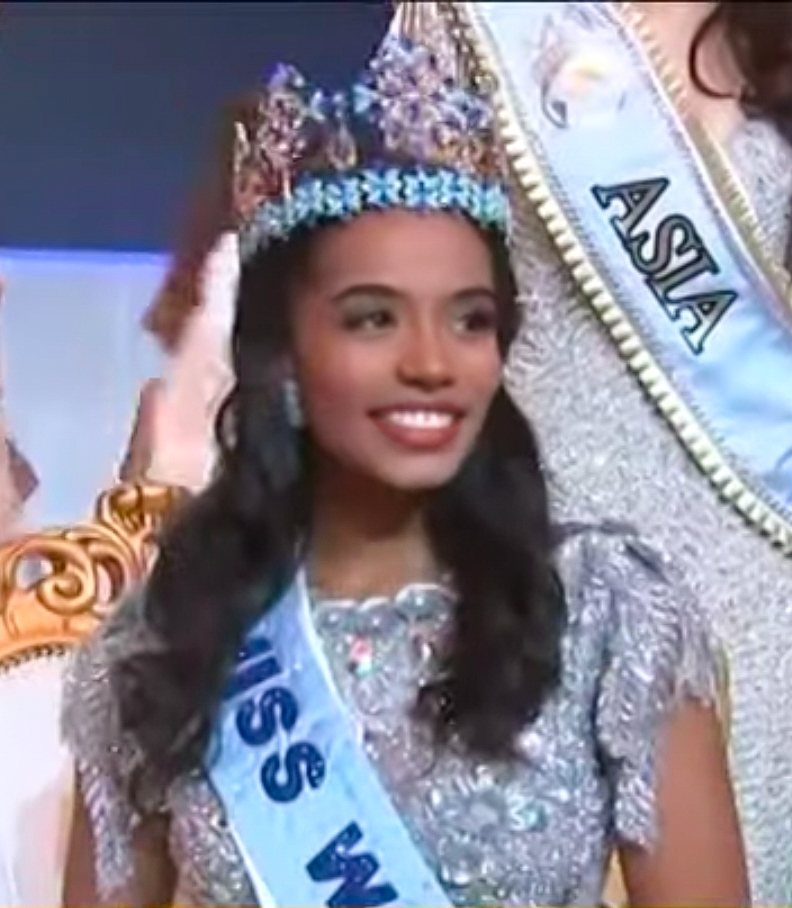
Hoa hậu Thế giới 2019 Toni-Ann Singh Jamaica
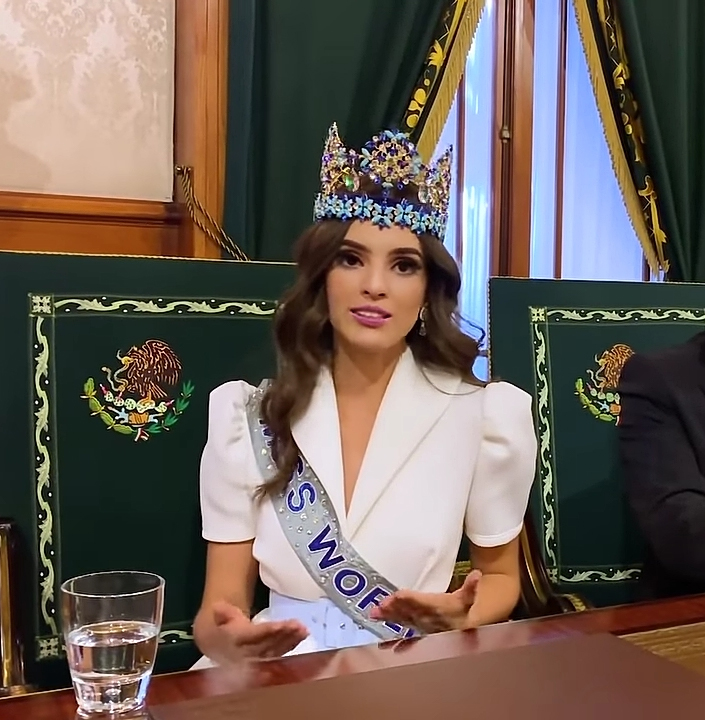
Hoa hậu Thế giới 2018 Vanessa Ponce Mexico
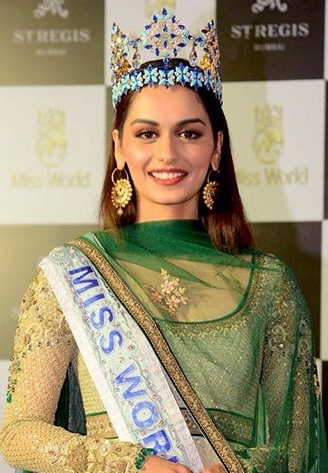
Hoa hậu Thế giới 2017 Manushi Chhillar Ấn Độ
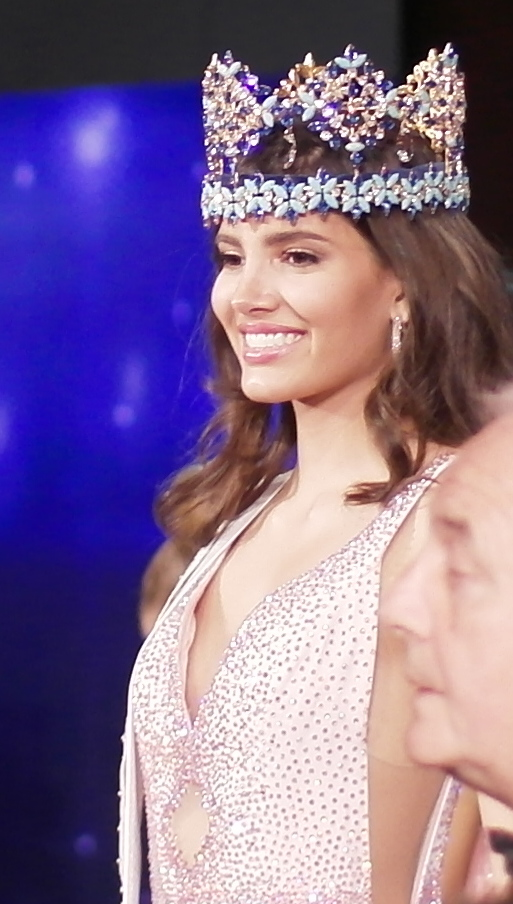
Hoa hậu Thế giới 2016 Stephanie Del Valle Puerto Rico
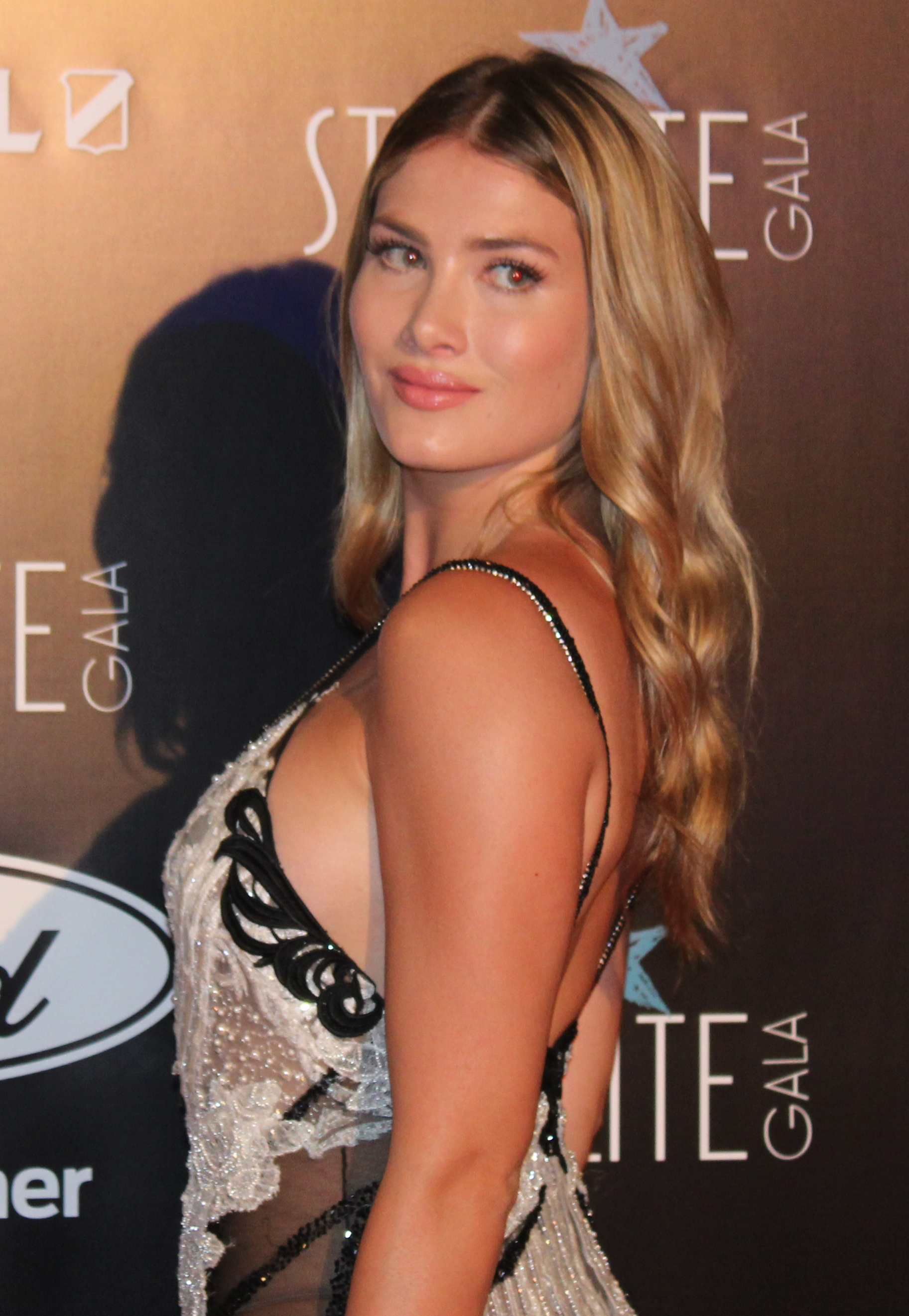
Hoa hậu Thế giới 2015 Mireia Lalaguna Tây Ban Nha
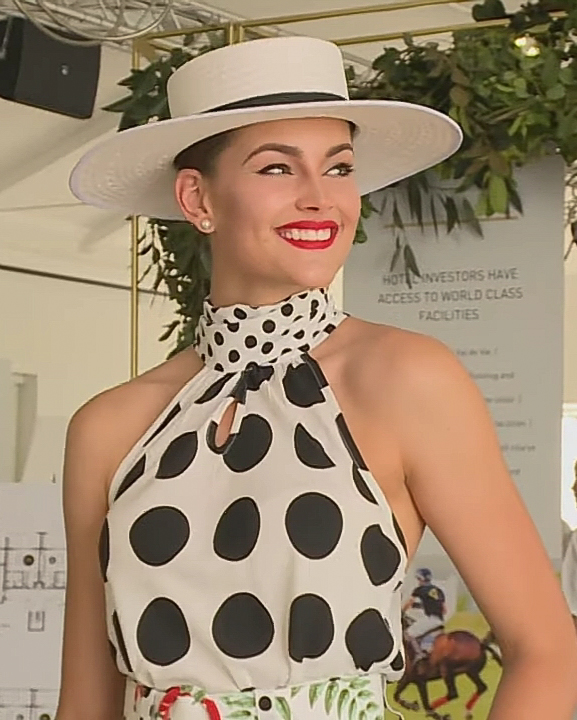
Hoa hậu Thế giới 2014 Rolene Strauss Nam Phi
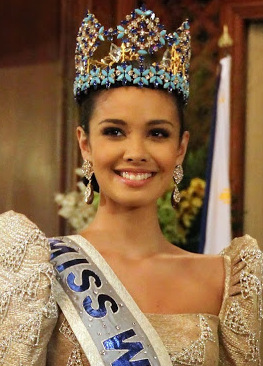
Hoa hậu Thế giới 2013 Megan Young Philippines
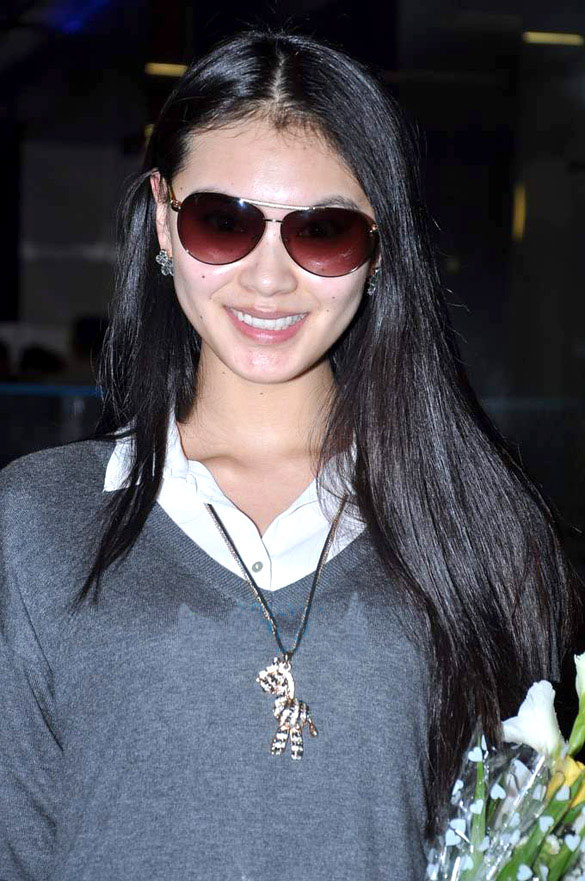
Hoa hậu Thế giới 2012 Vu Văn Hà Trung Quốc
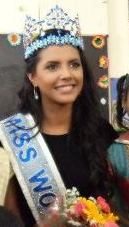
Hoa hậu Thế giới 2011 Ivian Sarcos Venezuela
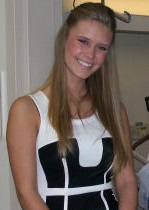
Hoa hậu Thế giới 2010 Alexandria Mills Hoa Kỳ
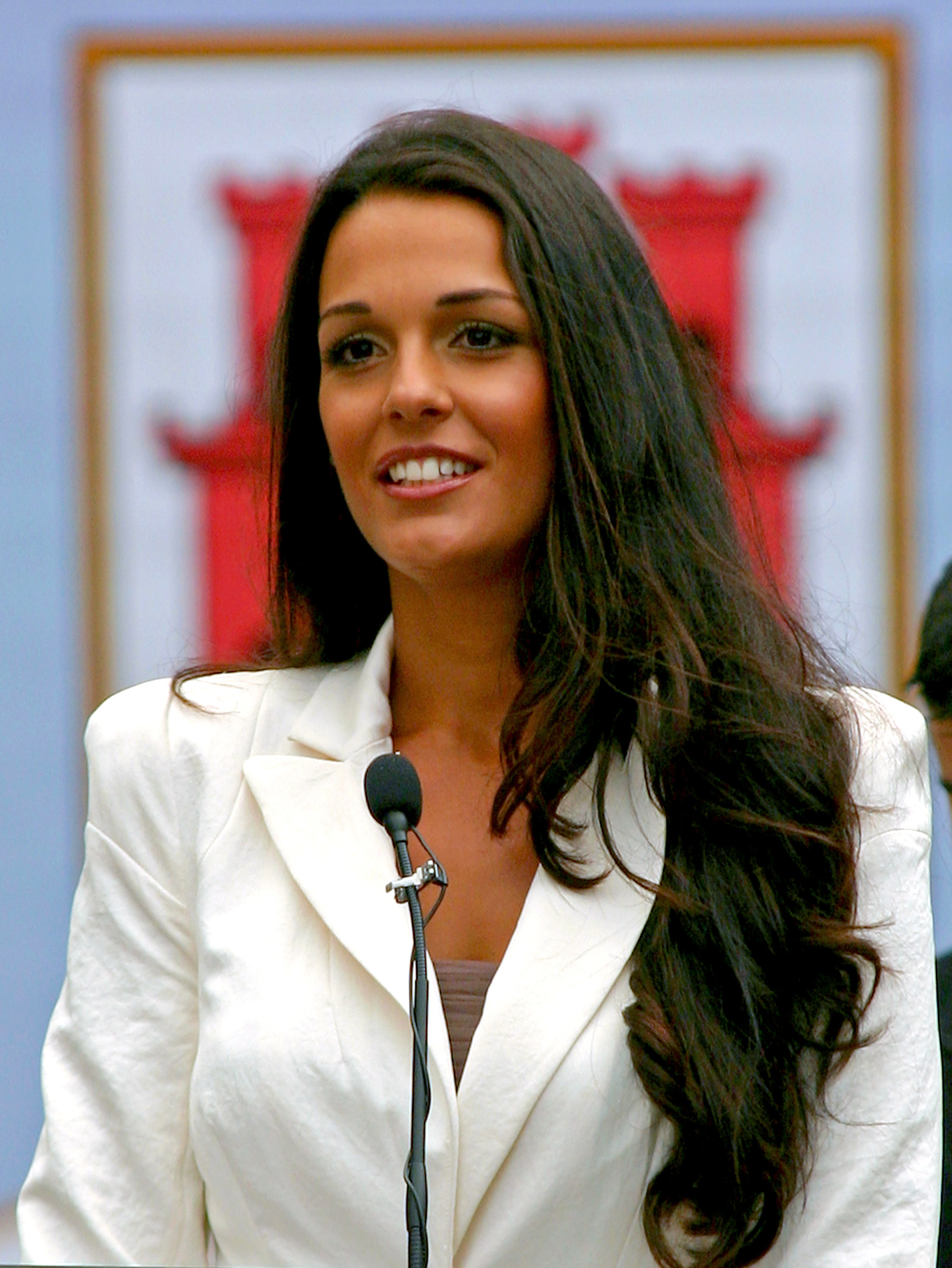
Hoa hậu Thế giới 2009 Kaiane Aldorino Gibraltar
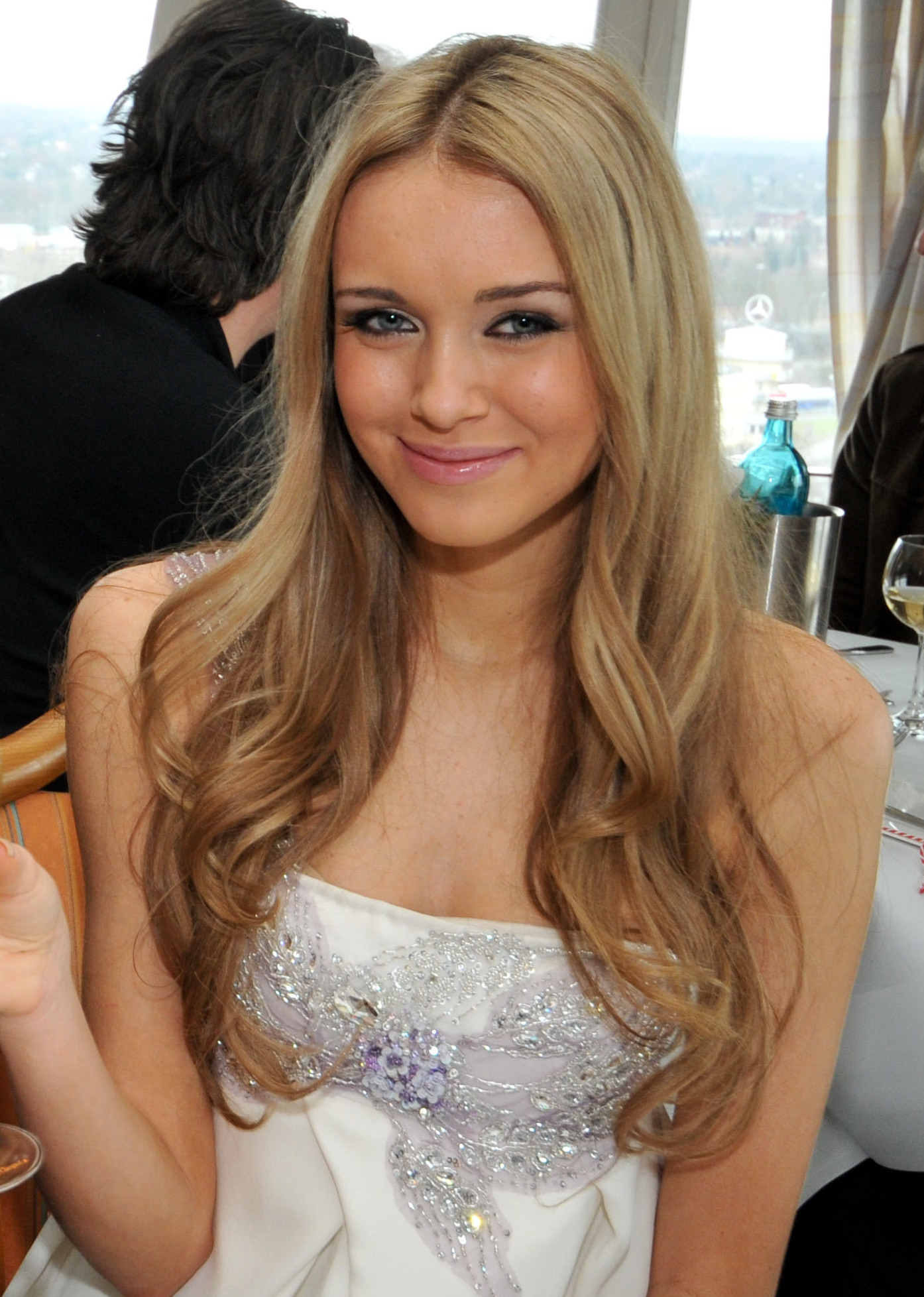
Hoa hậu Thế giới 2008 Ksenia Sukhinova Nga
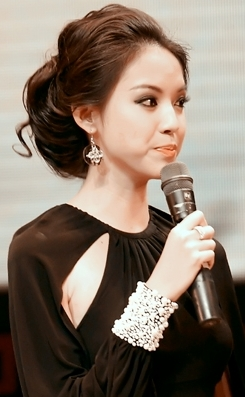
Hoa hậu Thế giới 2007 Trương Tử Lâm Trung Quốc
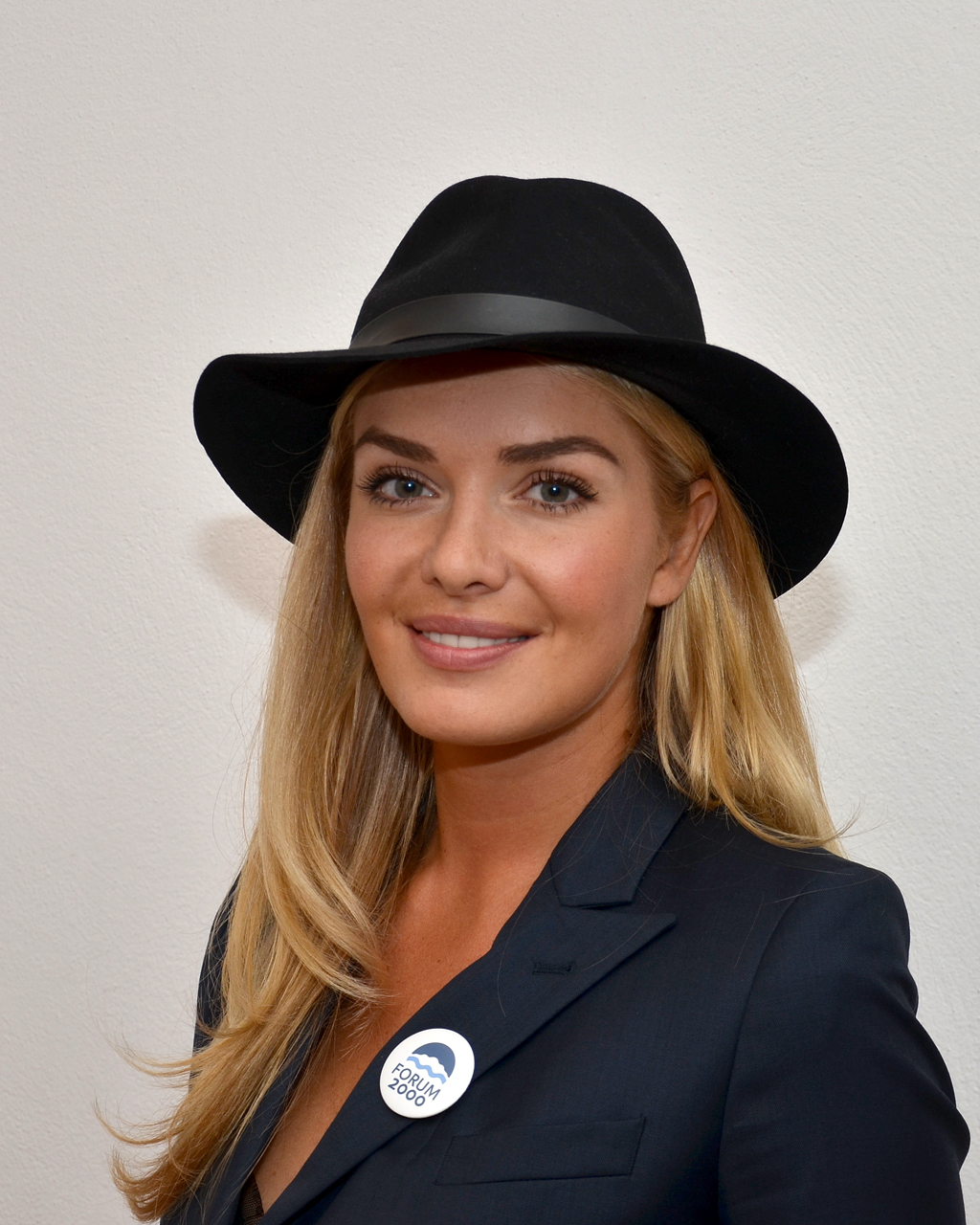
Hoa hậu Thế giới 2006 Taťána Kuchařová Cộng hòa Séc
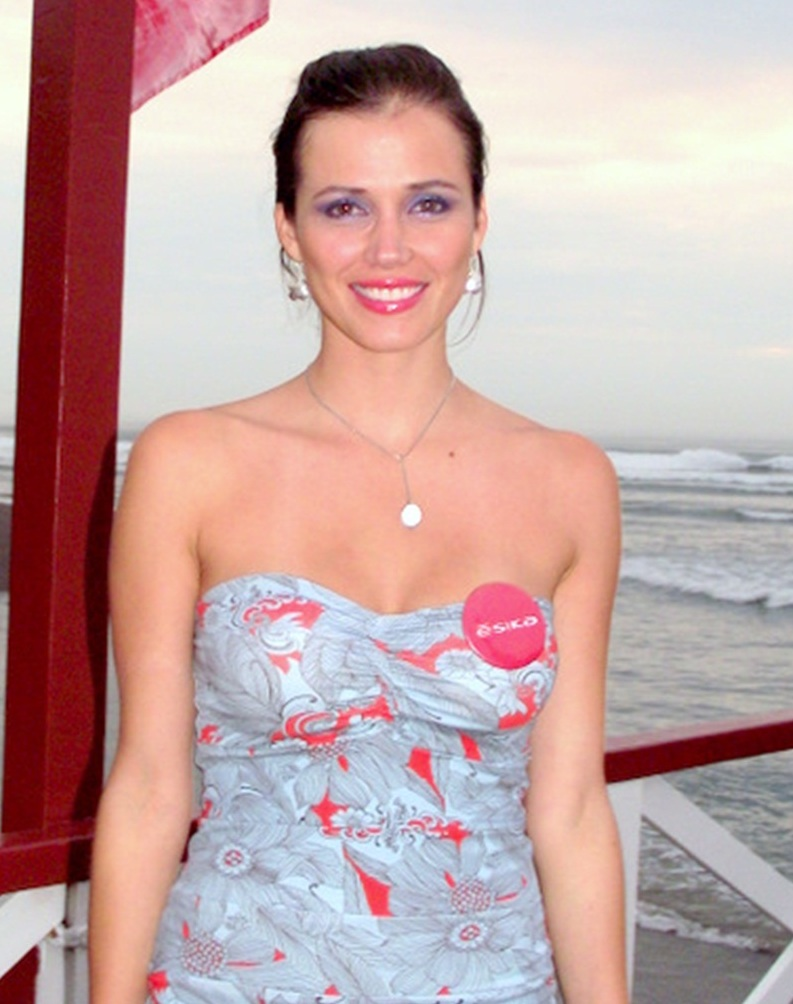
Hoa hậu Thế giới 2004 María Julia Mantilla Peru
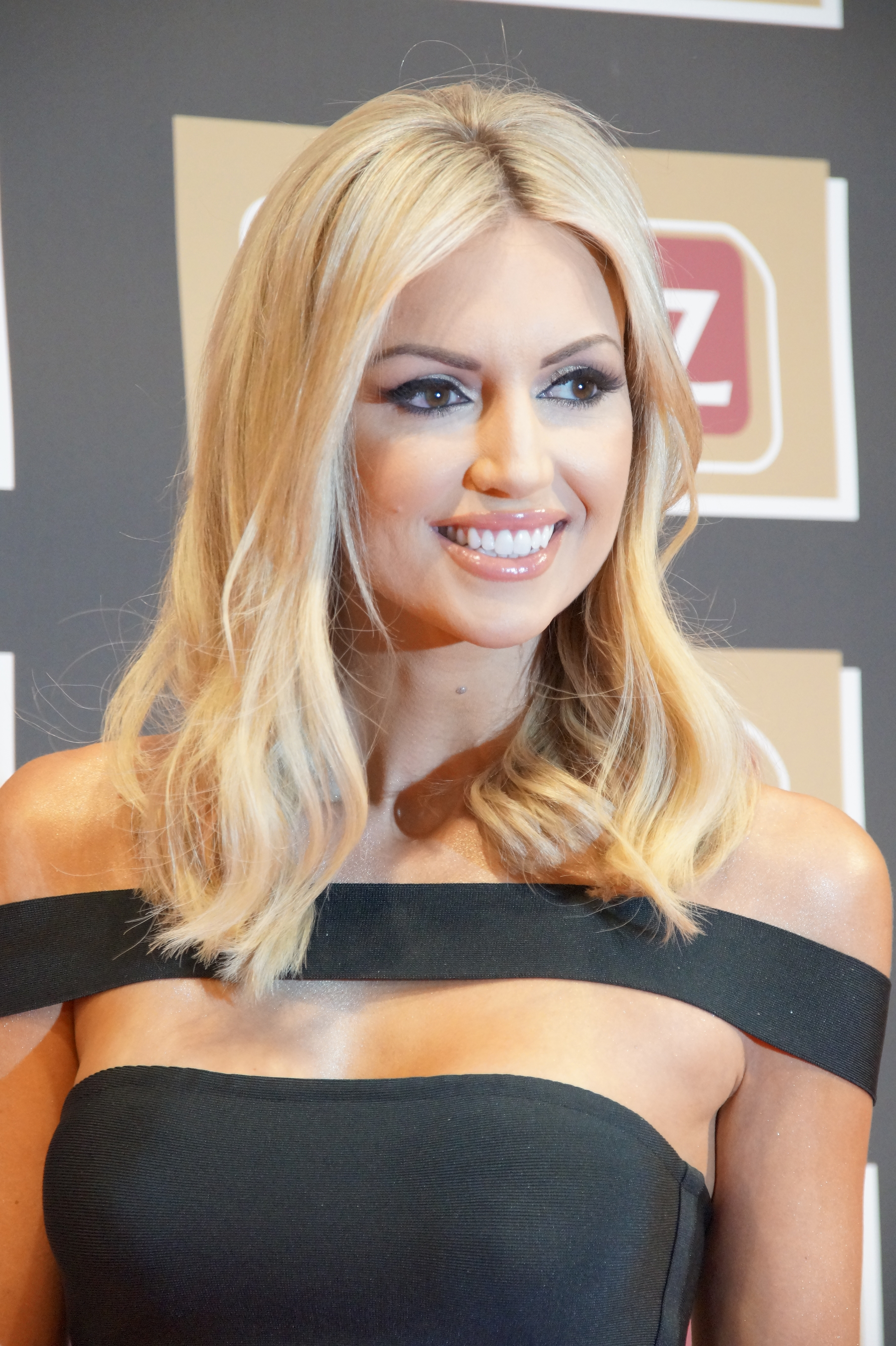
Hoa hậu Thế giới 2003 Rosanna Davison Ireland
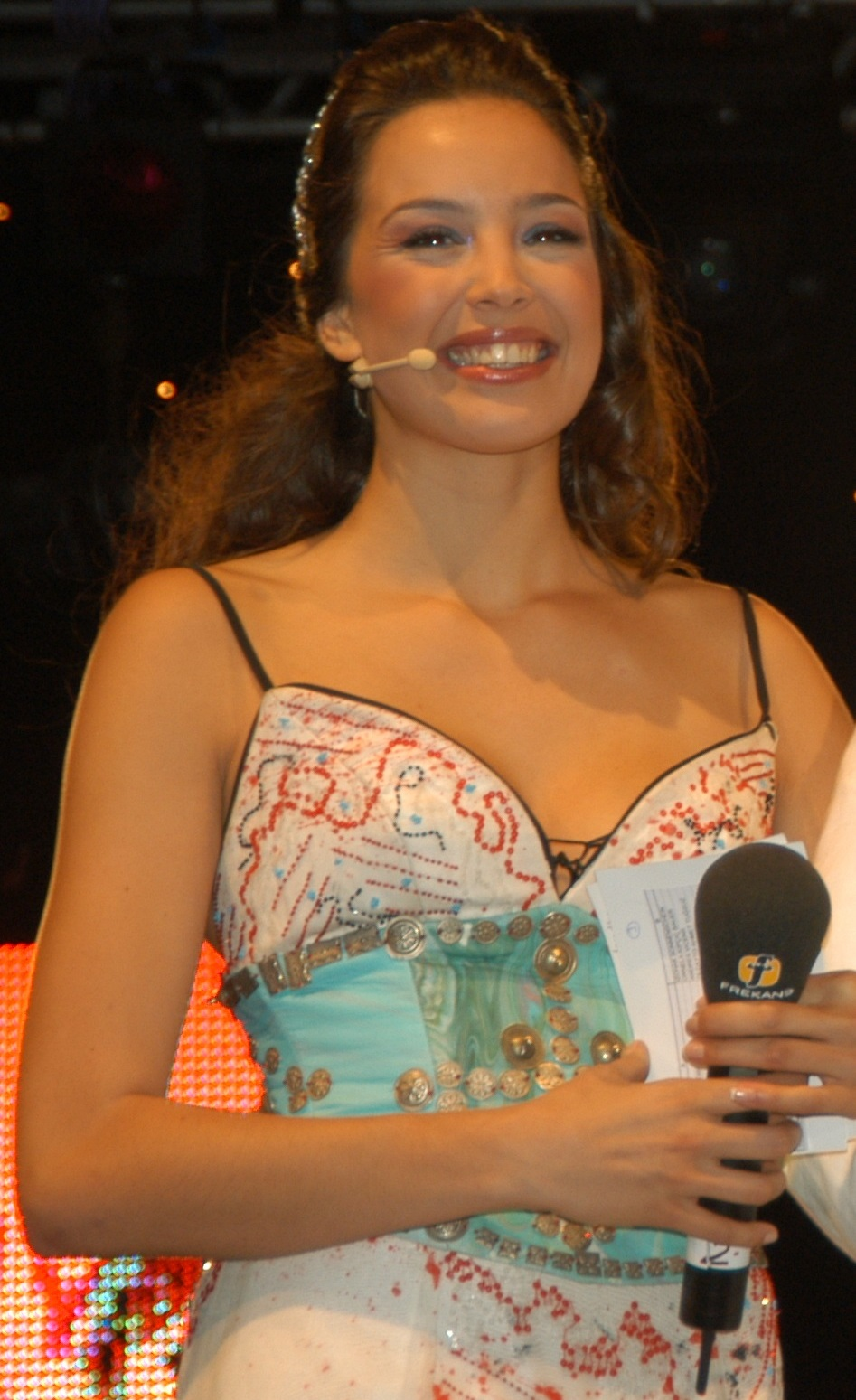
Hoa hậu Thế giới 2002 Azra Akin Thổ Nhĩ Kỳ
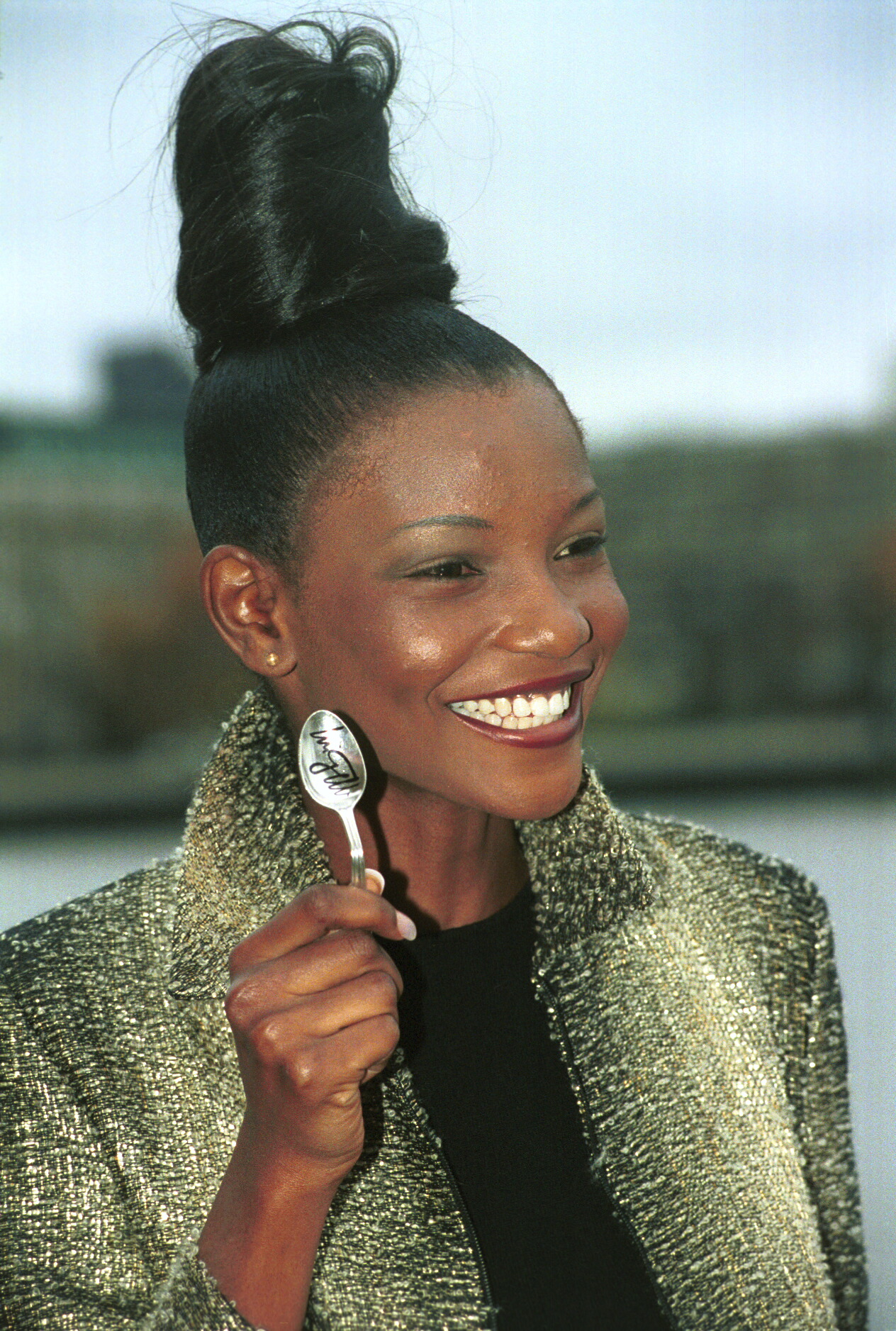
Hoa hậu Thế giới 2001 Agbani Darego Nigeria
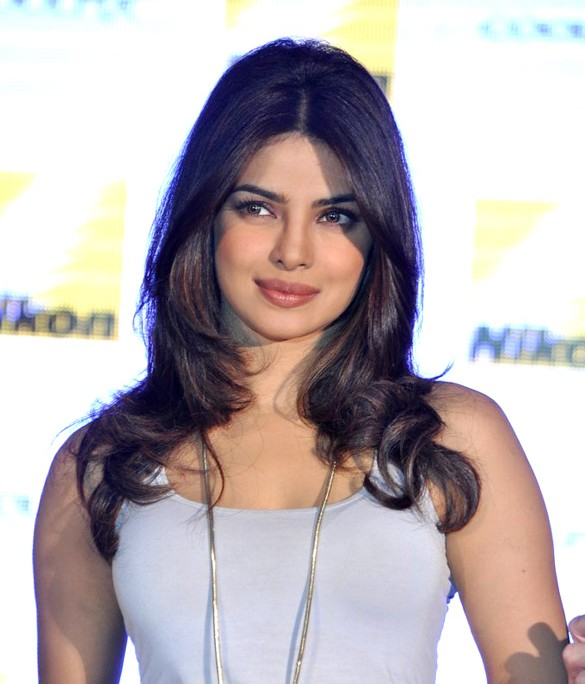
Hoa hậu Thế giới 2000 Priyanka Chopra Ấn Độ
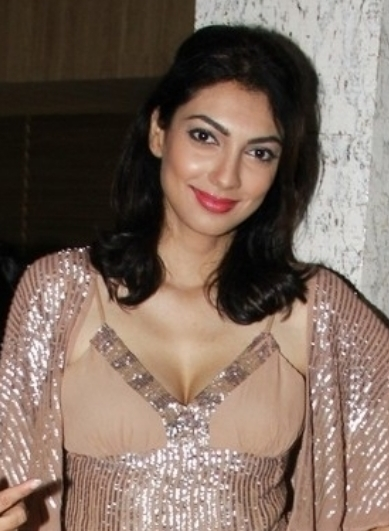
Hoa hậu Thế giới 1999 Yukta Mookhey, Ấn Độ
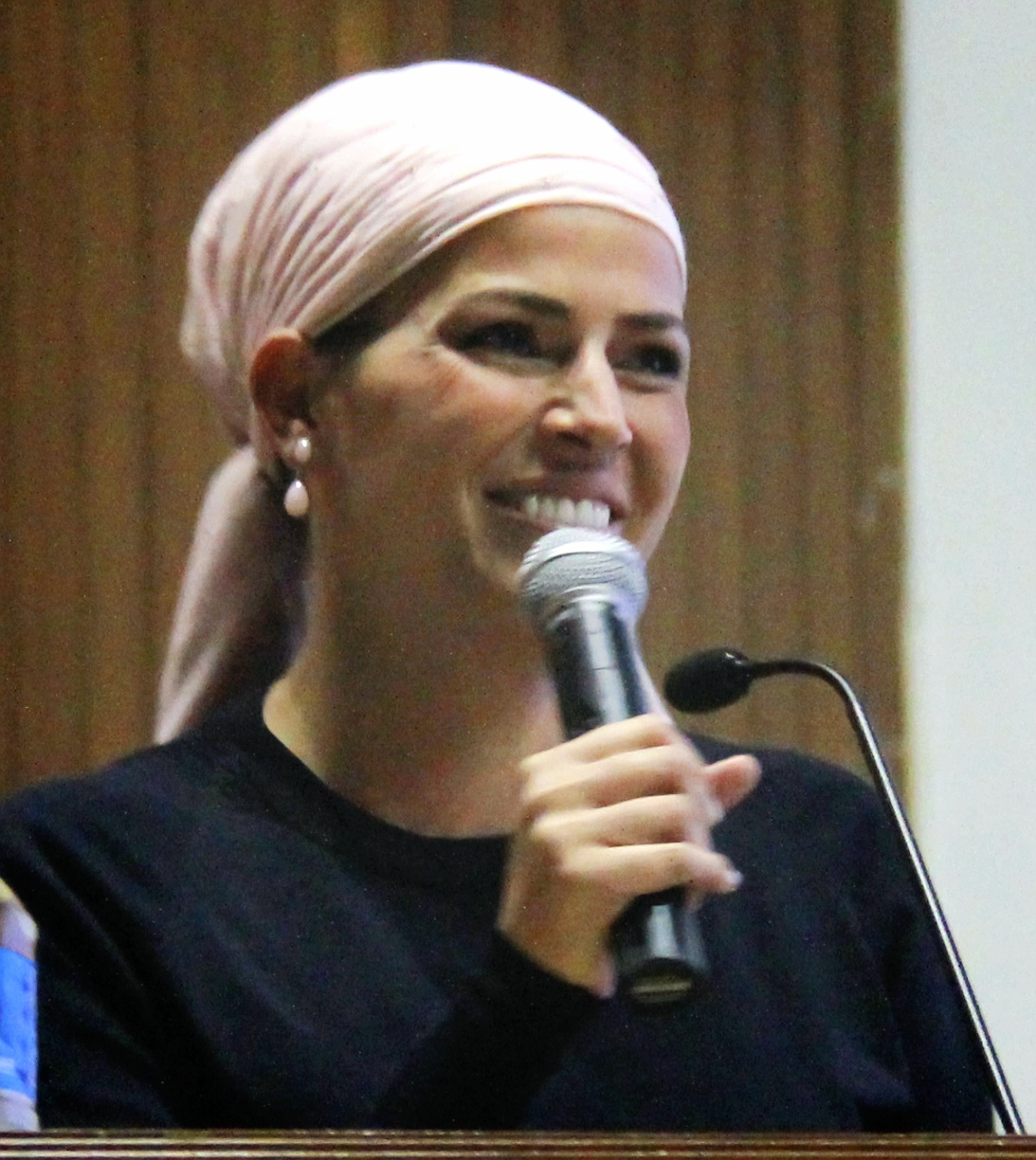
Hoa hậu Thế giới 1998 Linor Abargil, Israel
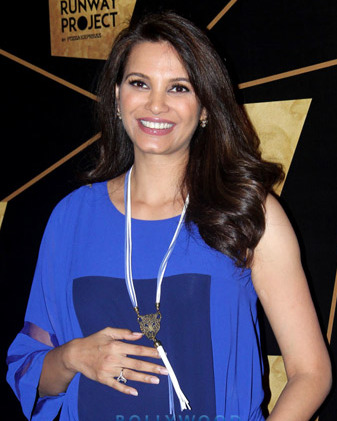
Hoa hậu Thế giới 1997 Diana Hayden, Ấn Độ
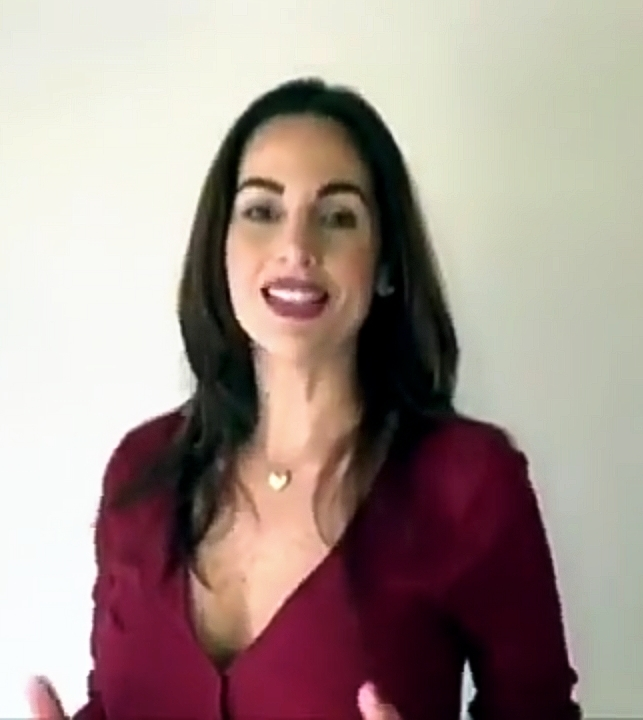
Hoa hậu Thế giới 1995 Jacqueline Aguilera, Venezuela
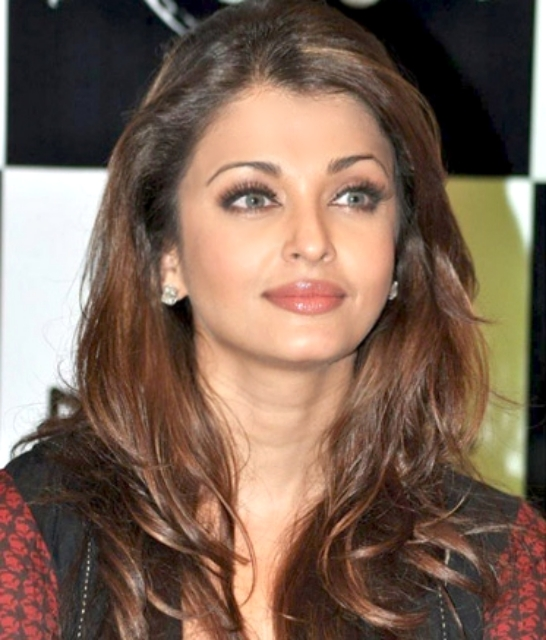
Hoa hậu Thế giới 1994 Aishwarya Rai, Ấn Độ
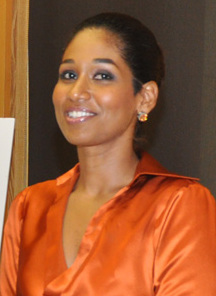
Hoa hậu Thế giới 1993 Lisa Hanna, Jamaica
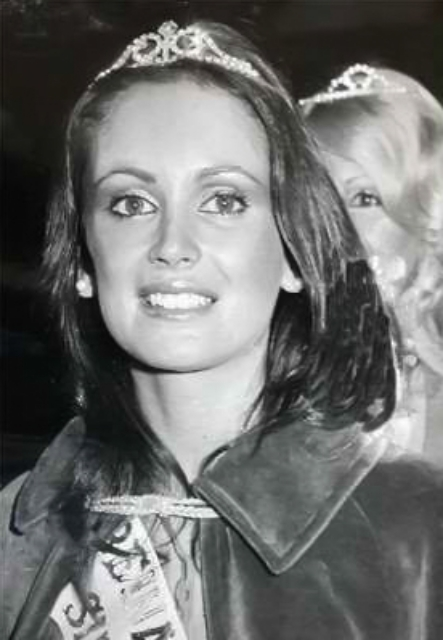
Hoa hậu Thế giới 1978 Silvana Suárez, Argentina
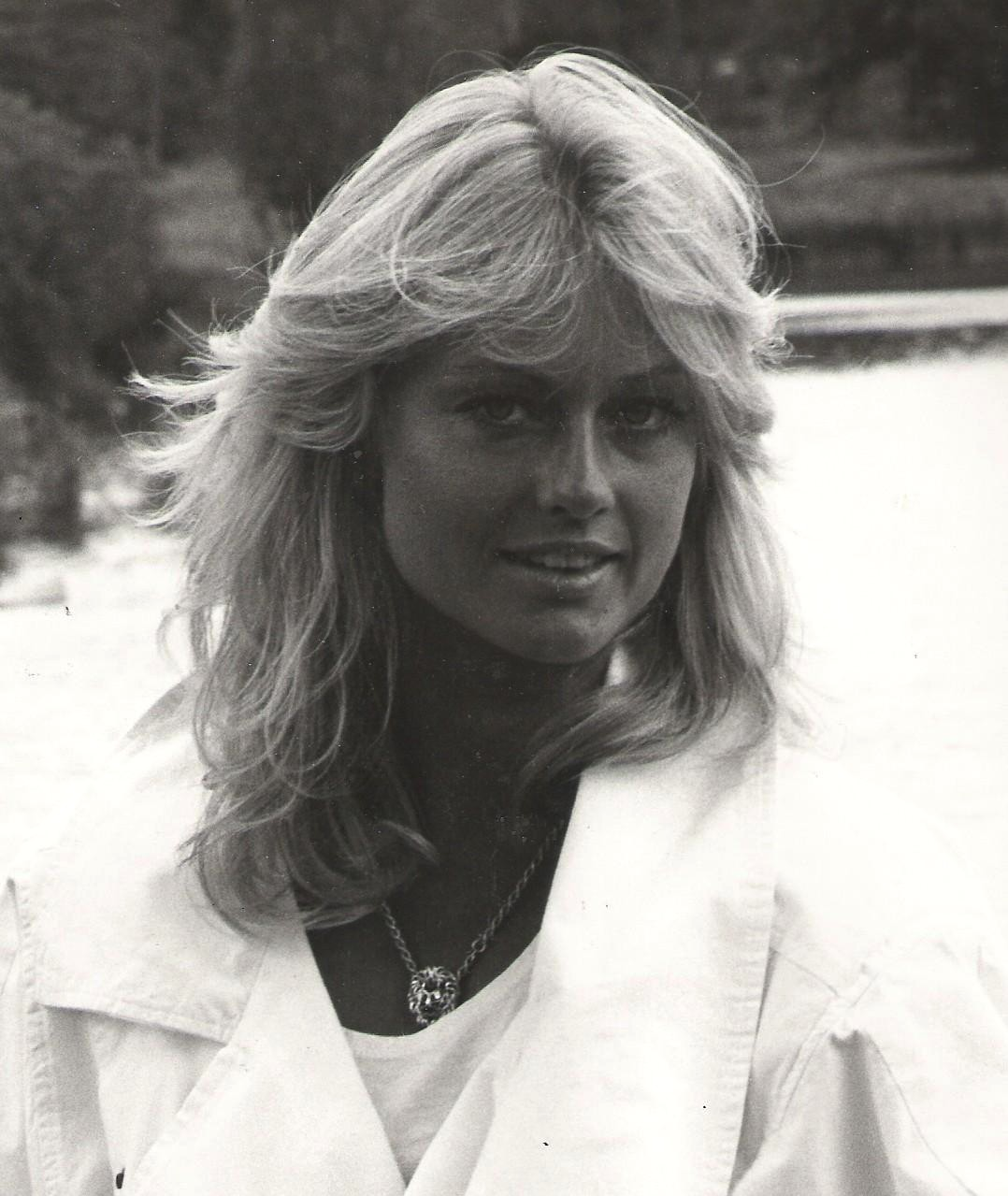
Hoa hậu Thế giới 1977 Mary Stävin, Thụy Điển
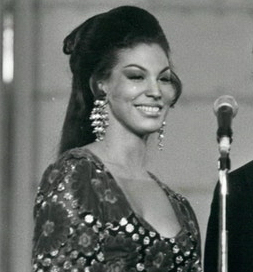
Hoa hậu Thế giới 1970 Jennifer Hosten, Grenada
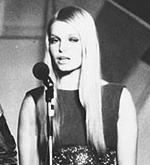
Hoa hậu Thế giới 1969 Eva Rueber-Staier, Áo
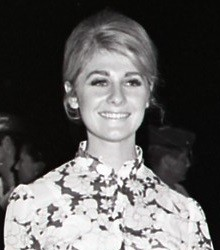
Hoa hậu Thế giới 1968 Penelope Plummer, Úc
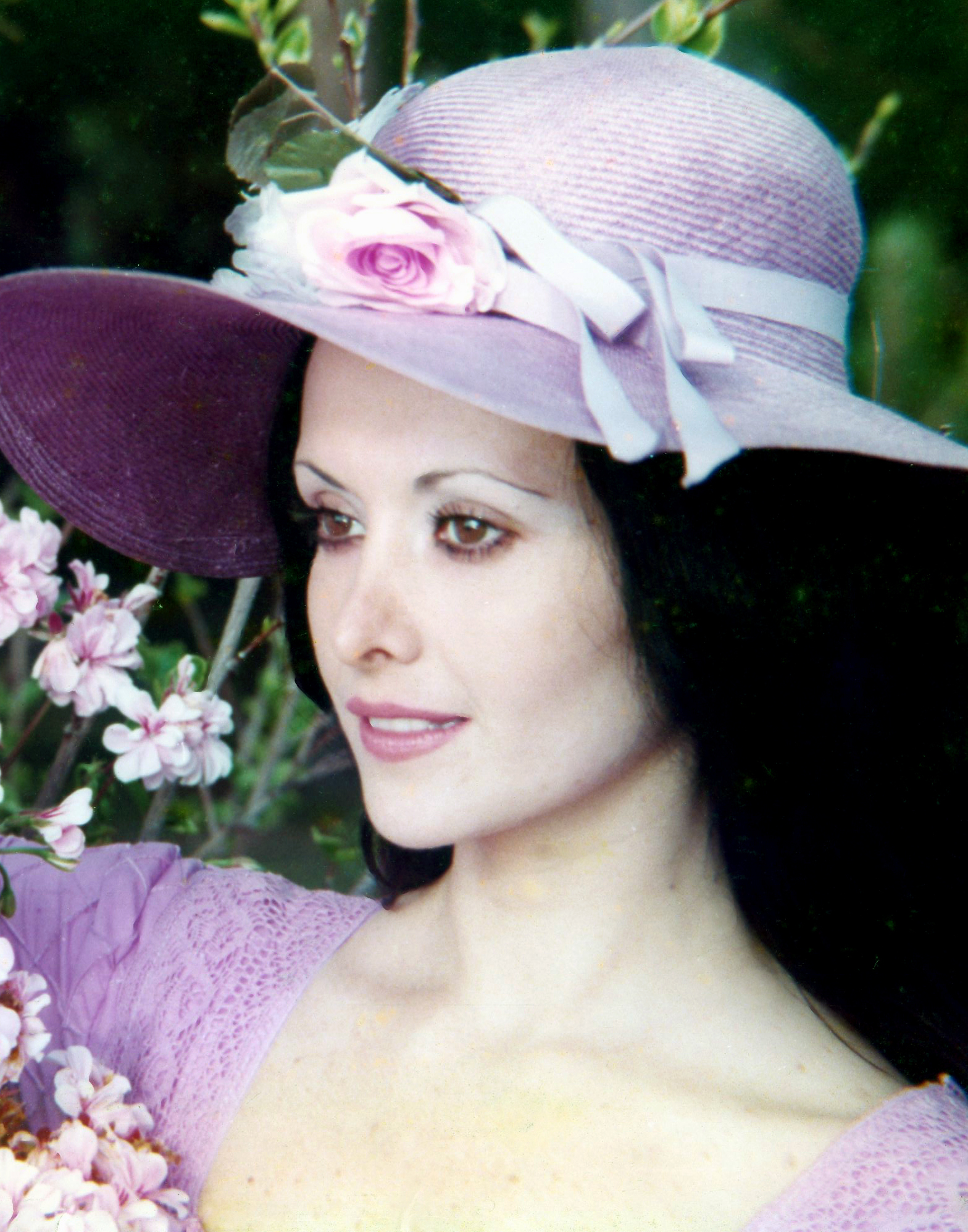
Hoa hậu Thế giới 1967 Madeline Hartog-Bel, Peru
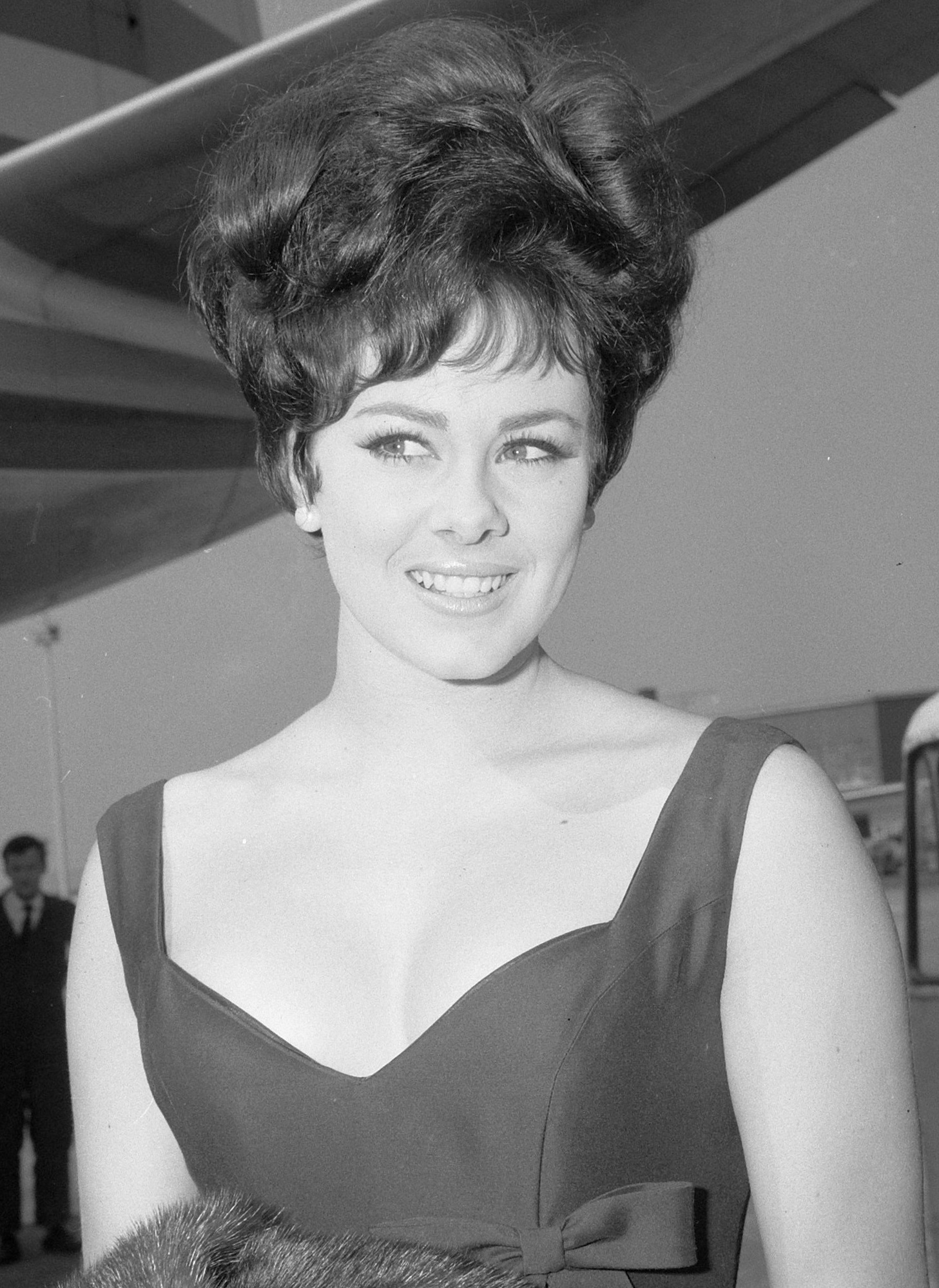
Hoa hậu Thế giới 1964 Ann Sidney, Vương quốc Anh
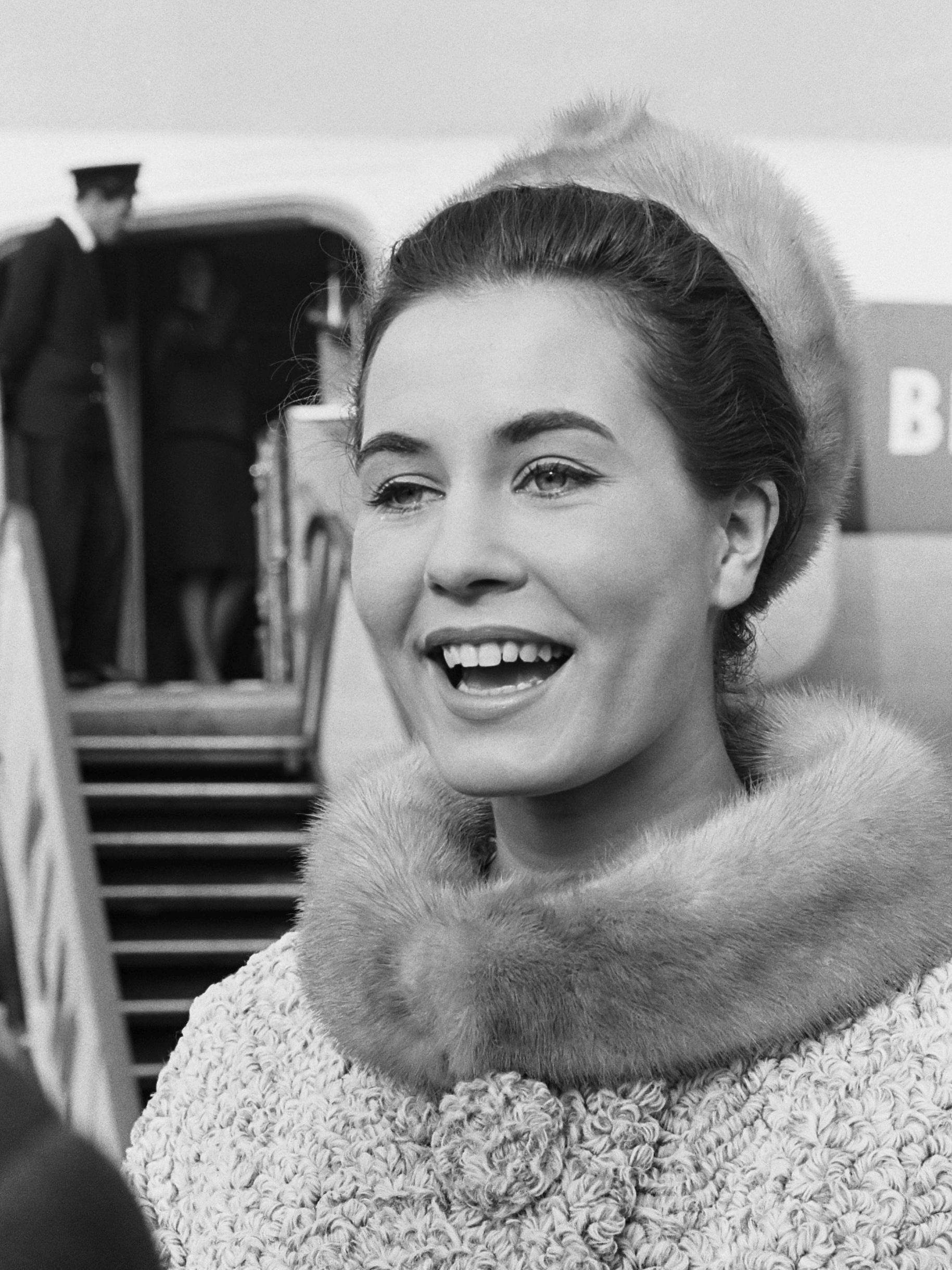
Hoa hậu Thế giới 1962 Catharina Lodders, Hà Lan
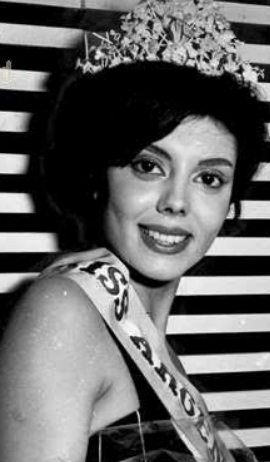
Hoa hậu Thế giới 1960 Norma Cappagli, Argentina
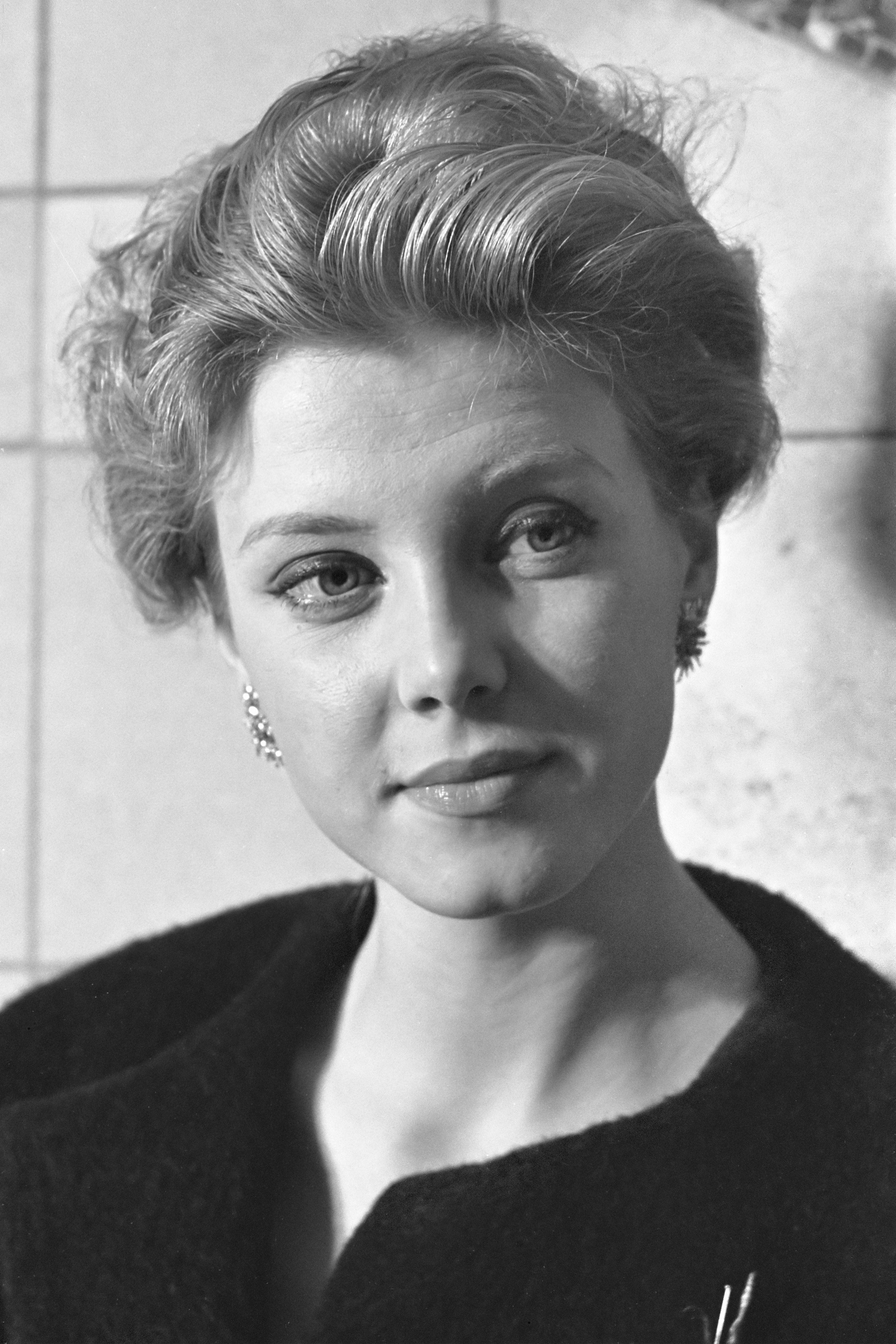
Hoa hậu Thế giới 1959 Corine Rottschäfer, Hà Lan
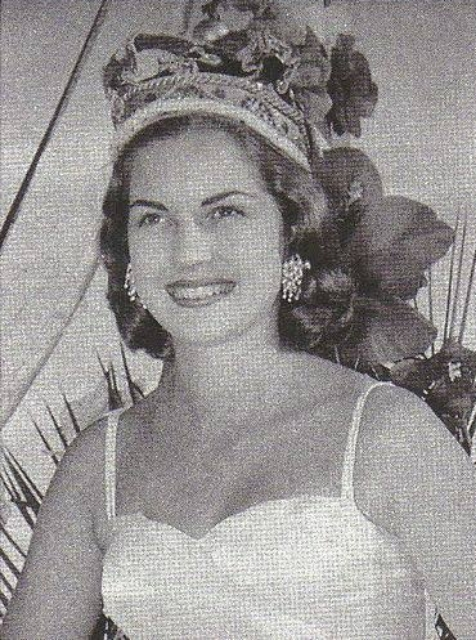
Hoa hậu Thế giới 1958 Penelope Coelen, Nam Phi
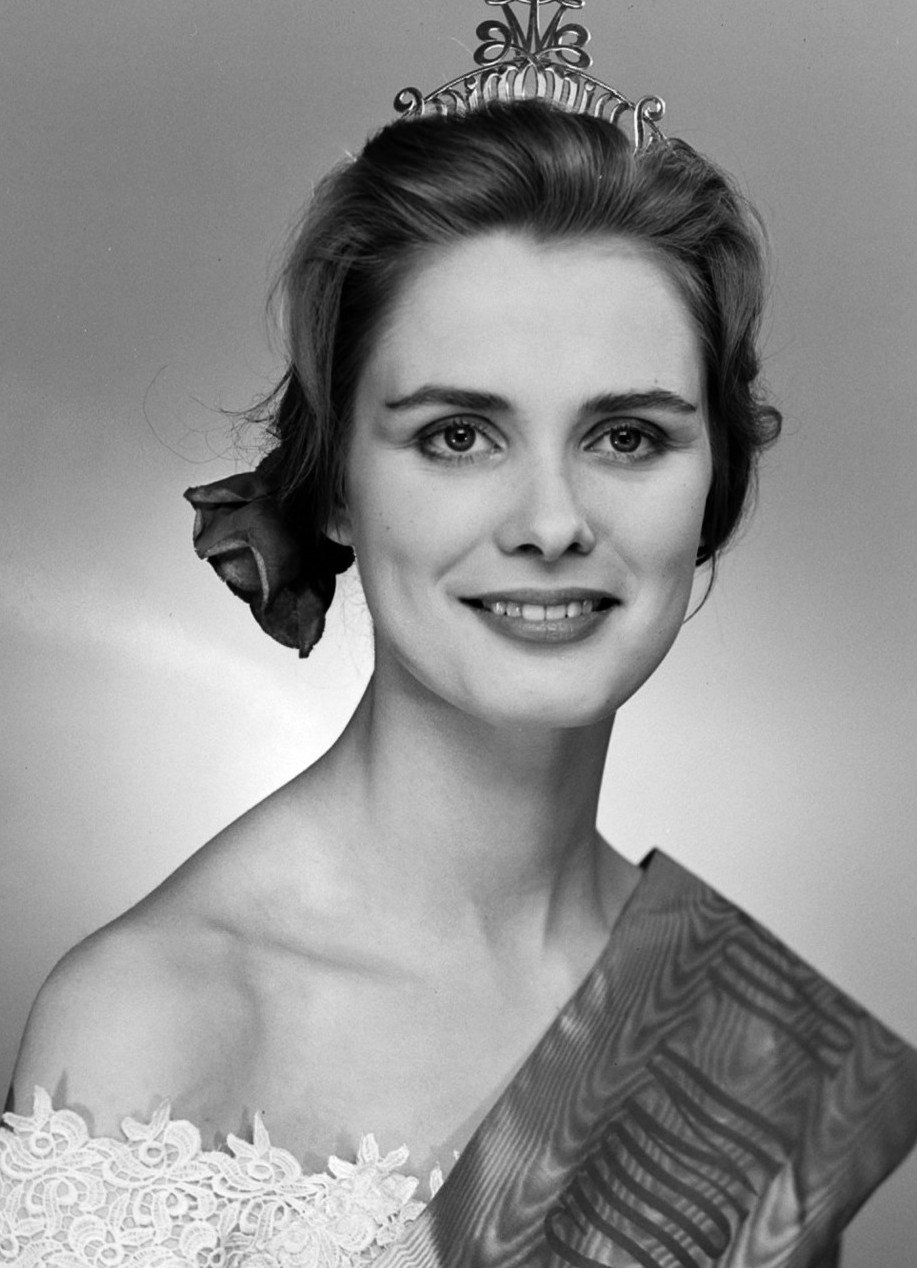
Hoa hậu Thế giơis 1957 Marita Lindahl, Phần Lan
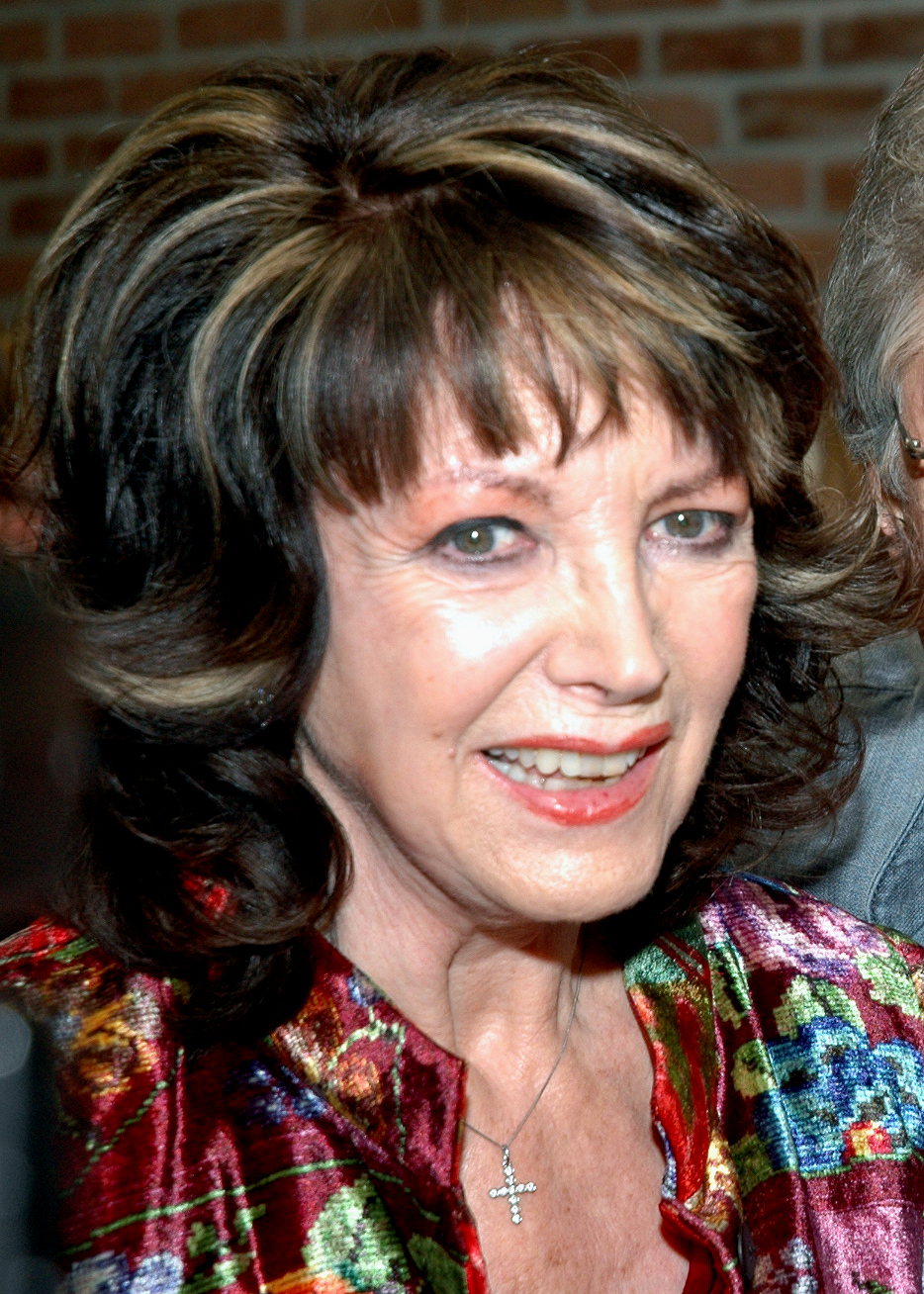
Hoa hậu Thế giới 1956 Petra Schürmann, Đức
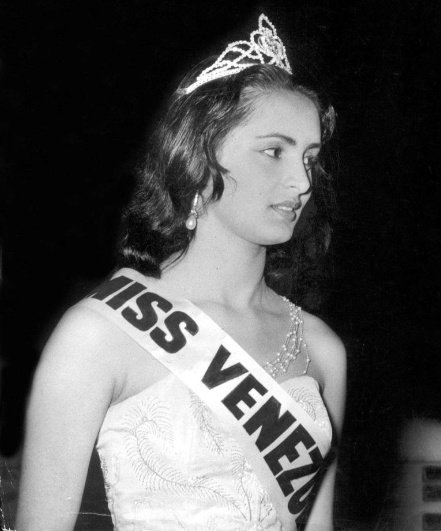
Hoa hậu Thế giới 1955 Susana Duijm, Venezuela
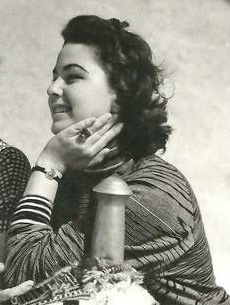
Hoa hậu Thế giới 1954 Antigone Costanda, Ai Cập
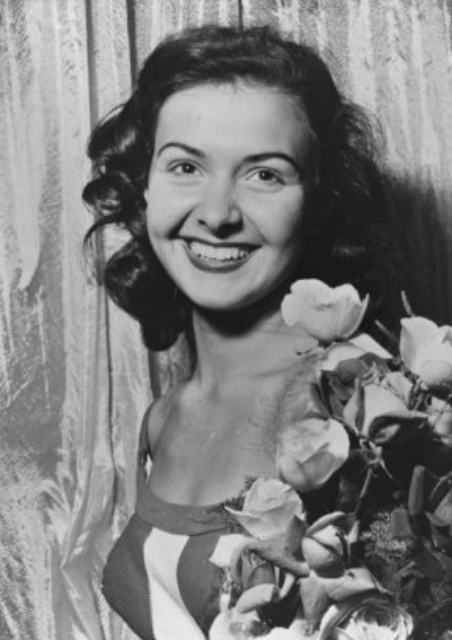
Hoa hậu Thế giới 1953 Denise Perrier, Pháp
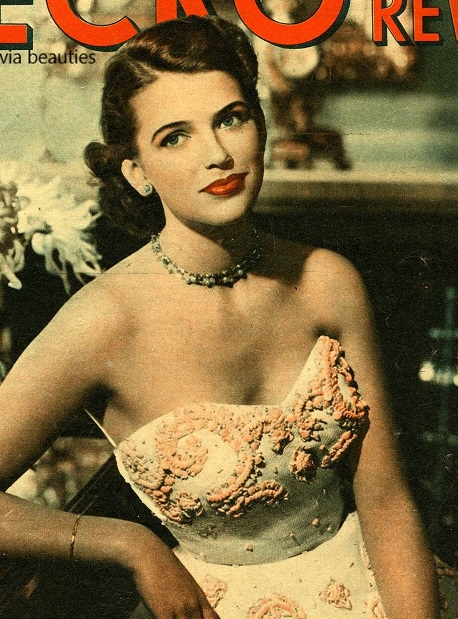
Hoa hậu Thế giới 1952 May-Louise Flodin, Thụy Điển
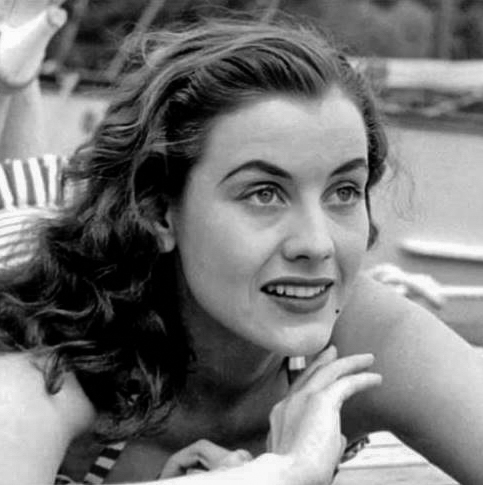
Hoa hậu Thế giới 1951 Kiki Håkansson, Thụy Điển

## Danh sách đại diện Việt Nam
Chú thích
- Chiến thắng
- Á hậu
- Lọt vào chung kết hoặc bán kết

| Năm  | Nơi tổ chức                           | Đại diện                              | Tuổi                                  | Chiều cao                             | Quê quán                              | Danh hiệu quốc gia                    | Thứ hạng                              | Giải thưởng phụ |                                       |
| ---- | ------------------------------------- | ------------------------------------- | ------------------------------------- | ------------------------------------- | ------------------------------------- | ------------------------------------- | ------------------------------------- | --- | ------------------------------------- |
| 2002 | Anh Quốc                              | Phạm Thị Mai Phương                   | 17                                    | 1,69 m (5 ft 6+1⁄2 in)                | Hải Phòng                             | Hoa hậu Việt Nam 2002                 | Top 20                                | Không |                                       |
| 2003 | Trung Quốc                            | Nguyễn Đình Thụy Quân                 | 17                                    | 1,73 m (5 ft 8 in)                    | Thành phố Hồ Chí Minh                 | Hoa hậu Phụ nữ Việt Nam qua ảnh 2003  | Không đạt giải                        | Không |                                       |
| 2004 | Trung Quốc                            | Nguyễn Thị Huyền                      | 19                                    | 1,72 m (5 ft 7+1⁄2 in)                | Hải Phòng                             | Hoa hậu Việt Nam 2004                 | Top 15                                | Không |                                       |
| 2005 | Trung Quốc                            | Vũ Hương Giang                        | 20                                    | 1,67 m (5 ft 5+1⁄2 in)                | Hà Nội                                | Nữ hoàng Trang sức Việt Nam 2004      | Không đạt giải                        | Không |                                       |
| 2006 | Ba Lan                                | Mai Phương Thúy                       | 18                                    | 1,80 m (5 ft 11 in)                   | Hà Nội                                | Hoa hậu Việt Nam 2006                 | Top 17                                | Top 20 World Fashion Designer Award                                                                                |                                       |
| 2007 | Trung Quốc                            | Đặng Minh Thu                         | 19                                    | 1,68 m (5 ft 6 in)                    | Nam Định                              | Á hậu Thế giới người Việt 2007        | Không đạt giải                        | Không |                                       |
| 2008 | Nam Phi                               | Dương Trương Thiên Lý                 | 19                                    | 1,69 m (5 ft 6+1⁄2 in)                | Đồng Tháp                             | Á hậu Hoàn vũ Việt Nam 2008           | Không đạt giải                        | People's Choice Award Miss Golf Sport                                                                              |                                       |
| 2009 | Nam Phi                               | Trần Thị Hương Giang                  | 22                                    | 1,78 m (5 ft 10 in)                   | Hải Dương                             | Hoa hậu Hải Dương 2006                | Top 16                                | 1st Runner-up Top Model Top 12 Beach Beauty                                                                        |                                       |
| 2010 | Trung Quốc                            | Nguyễn Ngọc Kiều Khanh                | 18                                    | 1,76 m (5 ft 9+1⁄2 in)                | Munich                                | Á hậu Thế giới người Việt 2010        | Không đạt giải                        | Không |                                       |
| 2011 | Anh Quốc                              | Victoria Phạm Thúy Vy                 | 21                                    | 1,73 m (5 ft 8 in)                    | California                            | Á hậu Thế giới người Việt 2010        | Không đạt giải                        | Không |                                       |
| 2012 | Trung Quốc                            | Vũ Thị Hoàng My                       | 24                                    | 1,73 m (5 ft 8 in)                    | Đồng Nai                              | Á hậu Việt Nam 2010                   | Không đạt giải                        | Top 40 Beach Beauty Top 30 Best in Interview Top 60 Top Model                                                      |                                       |
| 2013 | Indonesia                             | Lại Hương Thảo                        | 22                                    | 1,68 m (5 ft 6 in)                    | Quảng Ninh                            | Hoa khôi Thể thao Việt Nam 2012       | Không đạt giải                        | Không |                                       |
| 2014 | Anh Quốc                              | Nguyễn Thị Loan                       | 24                                    | 1,75 m (5 ft 9 in)                    | Thái Bình                             | Á hậu Các dân tộc Việt Nam 2013       | Top 25                                | Top 29 Sport & Fitness Top 20 Beauty with a Purpose                                                                |                                       |
| 2015 | Trung Quốc                            | Trần Ngọc Lan Khuê                    | 23                                    | 1,76 m (5 ft 9+1⁄2 in)                | Thành phố Hồ Chí Minh                 | Hoa khôi Áo dài Việt Nam 2014         | Top 11                                | People's Choice Award Top 30 Top Model Best Evening Gown and World Designer                                        |                                       |
| 2016 | Hoa Kỳ                                | Trương Thị Diệu Ngọc                  | 26                                    | 1,81 m (5 ft 11+1⁄2 in)               | Đà Nẵng                               | Hoa khôi Áo dài Việt Nam 2016         | Không đạt giải                        | Top 37 Beauty with a Purpose                                                                                       |                                       |
| 2017 | Trung Quốc                            | Đỗ Mỹ Linh                            | 21                                    | 1,71 m (5 ft 7+1⁄2 in)                | Hà Nội                                | Hoa hậu Việt Nam 2016                 | Top 40                                | Winner Beauty With A Purpose Top 10 People's Choice Award Top 10 Multimedia Winner Head-to-Head Challenge          |                                       |
| 2018 | Trung Quốc                            | Trần Tiểu Vy                          | 18                                    | 1,74 m (5 ft 8+1⁄2 in)                | Quảng Nam                             | Hoa hậu Việt Nam 2018                 | Top 30                                | Top 30 Talent Top 32 Top Model 2nd Runner-up Beauty with a Purpose                                                 |                                       |
| 2019 | Anh Quốc                              | Lương Thùy Linh                       | 19                                    | 1,78 m (5 ft 10 in)                   | Cao Bằng                              | Hoa hậu Thế giới Việt Nam 2019        | Top 12                                | 1st Runner-up Top Model Top 10 Beauty with a Purpose                                                               |                                       |
| 2020 | Cuộc thi bị hủy vì dịch bệnh Covid-19 | Cuộc thi bị hủy vì dịch bệnh Covid-19 | Cuộc thi bị hủy vì dịch bệnh Covid-19 | Cuộc thi bị hủy vì dịch bệnh Covid-19 | Cuộc thi bị hủy vì dịch bệnh Covid-19 | Cuộc thi bị hủy vì dịch bệnh Covid-19 | Cuộc thi bị hủy vì dịch bệnh Covid-19 | Cuộc thi bị hủy vì dịch bệnh Covid-19                                                                              | Cuộc thi bị hủy vì dịch bệnh Covid-19 |
| 2021 | Puerto Rico                           | Đỗ Thị Hà                             | 20                                    | 1,75 m (5 ft 9 in)                    | Thanh Hóa                             | Hoa hậu Việt Nam 2020                 | Top 13                                | Top 27 Talent Top 13 Top Model Top 16 Head to Head Challenge Winner Digital Challenge Top 28 Beauty With a Purpose |                                       |
| 2022 | Cuộc thi bị hủy                       | Cuộc thi bị hủy                       | Cuộc thi bị hủy                       | Cuộc thi bị hủy                       | Cuộc thi bị hủy                       | Cuộc thi bị hủy                       | Cuộc thi bị hủy                       | Cuộc thi bị hủy | Cuộc thi bị hủy                       |
| 2023 | Ấn Độ                                 | Huỳnh Nguyễn Mai Phương               | 24                                    | 1,70 m (5 ft 7 in)                    | Đồng Nai                              | Hoa hậu Thế giới Việt Nam 2022        | Top 40                                | Top 25 Head-to-Head Challenge Winner Multimedia Challenge                                                          |                                       |
| 2024 | Cuộc thi bị hủy                       | Cuộc thi bị hủy                       | Cuộc thi bị hủy                       | Cuộc thi bị hủy                       | Cuộc thi bị hủy                       | Cuộc thi bị hủy                       | Cuộc thi bị hủy                       | Cuộc thi bị hủy | Cuộc thi bị hủy                       |
| 2025 | Ấn Độ                                 | Huỳnh Trần Ý Nhi                      | 23                                    | 1,75 m (5 ft 9 in)                    | Bình Định                             | Hoa hậu Thế giới Việt Nam 2023        | Top 40                                | Top 48 Best Talent Top 20 Multimedia Challenge Top 8 Beauty with a Purpose                                         |                                       |
| 2026 |                                       | Lê Nguyễn Bảo Ngọc                    | 25                                    | 1,85 m (6 ft 1 in)                    | Cần Thơ                               | Á hậu Thế giới Việt Nam 2022          |                                       | |                                       |
| 2027 |                                       |                                       |                                       |                                       |                                       | Hoa hậu Thế giới Việt Nam 2025        |                                       | |                                       |